# The Cratez/Diskografie
Diese Diskografie ist eine Übersicht über die musikalischen Werke des deutschen Musikproduzenten-, Songwriter- und Musiker-Duos The Cratez. Den Schallplattenauszeichnungen zufolge hat es bisher mehr als 19,4 Millionen Tonträger verkauft, wovon die Produzenten alleine in ihrer Heimat Deutschland bis heute über 18,1 Millionen Tonträger absetzen konnten und sie somit zu den Musikern mit den meisten verkauften Tonträgern in Deutschland zählen. Ihre erfolgreichste Veröffentlichung ist die Autorenbeteiligung und Produktion zu Was du Liebe nennst (Bausa), mit mehr als 1,7 Millionen verkauften Einheiten. Die Single verkaufte sich alleine in Deutschland über 1,6 Millionen Mal, womit das Stück zu einer der meistverkauften Singles des Landes zählt. Darüber hinaus ist Was du Liebe nennst die zweit erfolgreichste deutschsprachige Rapsingle sowie die zweit meistverkaufte Rapsingle in Deutschland, lediglich Roller (Apache 207) setzte mit 1,8 Millionen Tonträgern mehr ab. Die Single hielt sich neun Wochen an der Spitze der deutschen Singlecharts, solange wie keine andere Deutschrapsingle zuvor. Neben Was du Liebe nennst landete das Duo mit der Autorenbeteiligung und Produktion zu 500 PS (Bonez MC & RAF Camora) einen weiteren Millionenseller in Deutschland.
Mit 20 Nummer-eins-Hits, 118 Top-10-Liedern und insgesamt 274 Liedern in den deutschen Charts sind sie das erfolgreichste deutsche Produzenten-Duo der Chartgeschichte. Sie halten mit neun Nummer-eins-Singles in einem Kalenderjahr (verschiedene Lieder) den deutschen und österreichischen Rekord in der Charthistorie (Zeitraum Februar bis Oktober 2018).

## Studioalben
| Jahr | Titel                              | Höchstplatzierung, Gesamtwochen, AuszeichnungChartplatzierungen (Jahr, Titel, Platzierungen, Wochen, Auszeichnungen, Anmerkungen) | Höchstplatzierung, Gesamtwochen, AuszeichnungChartplatzierungen (Jahr, Titel, Platzierungen, Wochen, Auszeichnungen, Anmerkungen) | Höchstplatzierung, Gesamtwochen, AuszeichnungChartplatzierungen (Jahr, Titel, Platzierungen, Wochen, Auszeichnungen, Anmerkungen) | Anmerkungen                              |
| Jahr | Titel                              | DE | AT | CH | Anmerkungen                              |
| ---- | ---------------------------------- | --- | --- | --- | ---------------------------------------- |
| 2020 | Nonstop RBK Records (Sony)         | DE78 (1 Wo.)DE | AT43 (1 Wo.)AT | — | Erstveröffentlichung: 28. Februar 2020   |
| 2022 | Nonstop: NXTGEN RBK Records (Sony) | — | — | — | Erstveröffentlichung: 23. September 2022 |

## Singles

### Als Leadmusiker
| Jahr | Titel Album                                                | Höchstplatzierung, Gesamtwochen, AuszeichnungChartplatzierungen (Jahr, Titel, Album, Platzierungen, Wochen, Auszeichnungen, Anmerkungen) | Höchstplatzierung, Gesamtwochen, AuszeichnungChartplatzierungen (Jahr, Titel, Album, Platzierungen, Wochen, Auszeichnungen, Anmerkungen) | Höchstplatzierung, Gesamtwochen, AuszeichnungChartplatzierungen (Jahr, Titel, Album, Platzierungen, Wochen, Auszeichnungen, Anmerkungen) | Anmerkungen                                                                                      |
| Jahr | Titel Album                                                | DE | AT | CH | Anmerkungen                                                                                      |
| ---- | ---------------------------------------------------------- | --- | --- | --- | ------------------------------------------------------------------------------------------------ |
| 2017 | Nie wichtig Leaders of the New School (Juice Exclusive EP) | — | — | — | Erstveröffentlichung: 10. Januar 2017 mit Chima Ede                                              |
| 2019 | Rendezvous –                                               | — | — | — | Erstveröffentlichung: 7. Juli 2019                                                               |
| 2019 | Honda Civic Nonstop                                        | DE5 Platin · (19 Wo.)DE | AT3 Platin · (18 Wo.)AT | CH4 Platin · (10 Wo.)CH | Erstveröffentlichung: 27. September 2019 Verkäufe: + 450.000 mit Bonez MC                        |
| 2019 | Skifahren Nonstop                                          | DE4 Platin · (26 Wo.)DE | AT3 Platin · (17 Wo.)AT | CH28 Platin · (5 Wo.)CH | Erstveröffentlichung: 15. November 2019 Verkäufe: + 450.000 mit Bausa & Maxwell feat. Joshi Mizu |
| 2019 | Himmel grau Nonstop                                        | DE11 (6 Wo.)DE | AT19 (1 Wo.)AT | CH30 (2 Wo.)CH | Erstveröffentlichung: 6. Dezember 2019 mit Luciano & Kontra K                                    |
| 2020 | Maschine Nonstop                                           | DE9 (6 Wo.)DE | AT1 (10 Wo.)AT | CH14 (3 Wo.)CH | Erstveröffentlichung: 3. Januar 2020 mit RAF Camora                                              |
| 2020 | Lionel Nonstop                                             | — | — | — | Erstveröffentlichung: 21. Februar 2020 mit Ahmad Amin                                            |
| 2020 | Schlafen Nonstop                                           | DE19 (3 Wo.)DE | AT27 (2 Wo.)AT | CH83 (1 Wo.)CH | Erstveröffentlichung: 28. Februar 2020 mit Ufo361 & Bausa                                        |
| 2020 | Hotbox –                                                   | DE26 (2 Wo.)DE | AT37 (1 Wo.)AT | CH83 (1 Wo.)CH | Erstveröffentlichung: 20. März 2020 mit LX & Maxwell                                             |
| 2022 | Tageslicht Nonstop: NXTGEN                                 | DE8 (3 Wo.)DE | AT6 (3 Wo.)AT | CH22 (1 Wo.)CH | Erstveröffentlichung: 18. Februar 2022 mit RAF Camora & Ufo361                                   |
| 2022 | Riesenjoints Bonstop NXTGEN                                | DE25 (1 Wo.)DE | AT44 (1 Wo.)AT | CH66 (1 Wo.)CH | Erstveröffentlichung: 1. April 2022 mit Gzuz & Veysel                                            |
| 2022 | Bob Marley Nonstop: NXTGEN                                 | DE13 (3 Wo.)DE | AT24 (2 Wo.)AT | CH39 (1 Wo.)CH | Erstveröffentlichung: 29. April 2022 mit Bonez MC & LX                                           |
| 2022 | Maybe Nonstop: NXTGEN                                      | — | — | — | Erstveröffentlichung: 20. Mai 2022 mit Civo                                                      |
| 2022 | Super Soaker Nonstop: NXTGEN                               | — | — | — | Erstveröffentlichung: 10. Juni 2022 mit Maxwell & Bounty & Cocoa feat. Joshi Mizu                |
| 2022 | Jung & ignorant Nonstop: NXTGEN                            | — | — | — | Erstveröffentlichung: 1. Juli 2022 mit Immi                                                      |
| 2022 | Alle broke Rolex für Alle                                  | — | — | — | Erstveröffentlichung: 15. Juli 2022 mit Disarstar                                                |
| 2022 | Was du hast Nonstop: NXTGEN                                | — | — | — | Erstveröffentlichung: 22. Juli 2022 mit Sierra Kidd & Flowerboii                                 |
| 2022 | Offenes Verdeck –                                          | — | — | — | Erstveröffentlichung: 12. August 2022 mit Selmon                                                 |
| 2022 | Mit den Boyz Nonstop: NXTGEN                               | DE67 (1 Wo.)DE | — | — | Erstveröffentlichung: 26. August 2022 mit 102 Boyz feat. Chapo102, Skoob102 & Stacks102          |
| 2022 | Isyans & Dramas                                            | — | — | — | Erstveröffentlichung: 16. September 2022 mit Immi                                                |
| 2022 | Forever (Weck mich nicht auf) Nonstop: NXTGEN              | — | — | — | Erstveröffentlichung: 23. September 2022 mit Liaze                                               |
| 2022 | Tokyo Drift Asozial Allstars 4                             | DE41 (1 Wo.)DE | — | — | Erstveröffentlichung: 29. September 2022 mit 102 Boyz feat. Chapo102, Kkuba102 & Stacks102       |
| 2022 | Miss You Nonstop: NXTGEN                                   | DE— aDE | — | — | Erstveröffentlichung: 6. Oktober 2022 mit Disarstar & Evangelia                                  |
| 2022 | Kunden rufen an Nonstop: NXTGEN                            | — | — | — | Erstveröffentlichung: 20. Oktober 2022 mit Camaeleon & Koushino                                  |
| 2022 | Painkiller Isyans & Dramas                                 | — | — | — | Erstveröffentlichung: 20. Oktober 2022 mit Immi                                                  |
| 2022 | Bist du wach Nonstop: NXTGEN                               | — | — | — | Erstveröffentlichung: 3. November 2022 mit Soba                                                  |
| 2022 | Blau zu grau Isyans & Dramas                               | — | — | — | Erstveröffentlichung: 25. November 2022 mit Immi                                                 |
| 2022 | C'est la vie –                                             | — | — | — | Erstveröffentlichung: 25. November 2022 mit Moe Phoenix                                          |
| 2022 | What a life –                                              | — | — | — | Erstveröffentlichung: 8. Dezember 2022 mit Selmon                                                |
| 2022 | Ich wünschte, es würd' mich kümmern –                      | — | — | — | Erstveröffentlichung: 8. Dezember 2022 mit Souly                                                 |
| 2023 | Spät nach Haus –                                           | DE11 (8 Wo.)DE | AT21 (3 Wo.)AT | CH27 (3 Wo.)CH | Erstveröffentlichung: 6. Januar 2023 mit Kontra K & Sido feat. Montez                            |
| 2023 | Round One –                                                | DE32 (3 Wo.)DE | AT75 (1 Wo.)AT | — | Erstveröffentlichung: 8. Juni 2023 mit HoodBlaq                                                  |
| 2023 | Was macht Gzuz?! –                                         | DE14 (2 Wo.)DE | AT33 (1 Wo.)AT | CH44 (1 Wo.)CH | Erstveröffentlichung: 21. Juli 2023 mit Gzuz                                                     |

### Als Gastmusiker
| Jahr | Titel Album                              | Höchstplatzierung, Gesamtwochen, AuszeichnungChartplatzierungen (Jahr, Titel, Album, Platzierungen, Wochen, Auszeichnungen, Anmerkungen) | Höchstplatzierung, Gesamtwochen, AuszeichnungChartplatzierungen (Jahr, Titel, Album, Platzierungen, Wochen, Auszeichnungen, Anmerkungen) | Höchstplatzierung, Gesamtwochen, AuszeichnungChartplatzierungen (Jahr, Titel, Album, Platzierungen, Wochen, Auszeichnungen, Anmerkungen) | Anmerkungen                                                                       |
| Jahr | Titel Album                              | DE | AT | CH | Anmerkungen                                                                       |
| ---- | ---------------------------------------- | --- | --- | --- | --------------------------------------------------------------------------------- |
| 2017 | I Understand –                           | — | — | — | Erstveröffentlichung: 6. März 2017 Elizabeth Simone feat. The Cratez              |
| 2017 | Why Would U Lie –                        | — | — | — | Erstveröffentlichung: 8. Mai 2017 Elizabeth Simone feat. The Cratez               |
| 2017 | Mesmerized –                             | — | — | — | Erstveröffentlichung: 7. Juni 2017 Elizabeth Simone feat. The Cratez              |
| 2017 | Creeping Games –                         | — | — | — | Erstveröffentlichung: 18. August 2017 Rozen Child feat. Akara Etteth & The Cratez |
| 2017 | No Hailings –                            | — | — | — | Erstveröffentlichung: 14. November 2017 Hyah Flame feat. The Cratez               |
| 2018 | So Distracted –                          | — | — | — | Erstveröffentlichung: 14. Mai 2018 Elizabeth Simone feat. The Cratez              |
| 2018 | My Booty Still Fat –                     | — | — | — | Erstveröffentlichung: 21. September 2018 Elizabeth Simone feat. The Cratez        |
| 2018 | Breathe –                                | — | — | — | Erstveröffentlichung: 2. Dezember 2018 Lord Hector Diono feat. The Cratez         |
| 2022 | Warum du schreibst –                     | DE77 (1 Wo.)DE | — | — | Erstveröffentlichung: 2. September 2022 Liaze feat. The Cratez                    |
| 2023 | Komm! (Du weißt wie’s geht) Hall of Fame | — | — | — | Erstveröffentlichung: 17. März 2023 Frauenarzt feat. The Cratez & DJ DeeVoe       |

## Autorenbeteiligungen und Produktionen
Die folgende Tabelle beinhaltet eine Aufstellung aller Autorenbeteiligungen und Produktionen von The Cratez, die sich in den Singlecharts in Deutschland, Österreich, der Schweiz oder den Vereinigten Staaten platzieren konnten, oder in den aufgeführten Ländern Schallplattenauszeichnungen erhielten. Autorenbeteiligungen sind mit einem A und Produktionen mit einem P gekennzeichnet.

| Jahr | Titel Album                                                           | Höchstplatzierung, Gesamtwochen, AuszeichnungChartplatzierungen (Jahr, Titel, Album, Platzierungen, Wochen, Auszeichnungen, Anmerkungen) | Höchstplatzierung, Gesamtwochen, AuszeichnungChartplatzierungen (Jahr, Titel, Album, Platzierungen, Wochen, Auszeichnungen, Anmerkungen) | Höchstplatzierung, Gesamtwochen, AuszeichnungChartplatzierungen (Jahr, Titel, Album, Platzierungen, Wochen, Auszeichnungen, Anmerkungen) | Anmerkungen |
| Jahr | Titel Album                                                           | DE | AT | CH | Anmerkungen |
| --- | --------------------------------------------------------------------- | --- | --- | --- | --- |
| 2017 | Nur noch Gucci A, P Blyat                                             | DE43 Gold · (19 Wo.)DE | AT72 (1 Wo.)AT | — | Erstveröffentlichung: 2. Juli 2017 Verkäufe: + 200.000 Interpret(en): Capital Bra |
| 2017 | I’m Sorry P 508-507-2209                                              | — | — | — | Erstveröffentlichung: 4. Juli 2017 Interpret(en): Joyner Lucas |
| 2017 | Winter Blues P 508-507-2209                                           | — | — | — | Erstveröffentlichung: 4. Juli 2017 Interpret(en): Joyner Lucas |
| 2017 | Ghetto Massari A, P Blyat                                             | DE93 (1 Wo.)DE | — | — | Erstveröffentlichung: 30. Juli 2017 Interpret(en): Capital Bra |
| 2017 | Bye, Bye A, P Anthrazit                                               | DE52 (6 Wo.)DE | AT53 (2 Wo.)AT | — | Erstveröffentlichung: 4. August 2017 Interpret(en): RAF Camora |
| 2017 | Olé Olé A, P Blyat                                                    | DE36 Gold · (22 Wo.)DE | AT70 (1 Wo.)AT | — | Erstveröffentlichung: 18. August 2017 Verkäufe: + 200.000 Interpret(en): Capital Bra feat. RAF Camora & Joshi Mizu |
| 2017 | Was du Liebe nennst A, P Powerbausa                                   | DE1 ×4Vierfachplatin · (65 Wo.)DE | AT1 ×3Dreifachplatin · (37 Wo.)AT | CH4 ×2Doppelplatin · (35 Wo.)CH | Erstveröffentlichung: 1. September 2017 Verkäufe: + 1.730.000 Interpret(en): Bausa |
| 2017 | Wer hoch fliegt fällt tief A, P Blyat                                 | DE77 (1 Wo.)DE | — | — | Erstveröffentlichung: 29. September 2017 Interpret(en): Capital Bra |
| 2017 | Soldaten 2.0 A, P –                                                   | DE16 Platin · (16 Wo.)DE | AT57 (5 Wo.)AT | — | Erstveröffentlichung: 11. Oktober 2017 Verkäufe: + 400.000 Interpret(en): Kontra K |
| 2017 | Chardonnay A, P Kaviar & Toast                                        | — | — | — | Erstveröffentlichung: 10. November 2017 Interpret(en): Joshi Mizu feat. Maxwell |
| 2017 | I’m Not Racist P –                                                    | — | — | — | Erstveröffentlichung: 28. November 2017 Verkäufe: + 500.000 Interpret(en): Joyner Lucas |
| 2017 | Verkauft A, P Anthrazit RR                                            | DE64 (1 Wo.)DE | AT70 (1 Wo.)AT | — | Erstveröffentlichung: 29. November 2017 Interpret(en): RAF Camora feat. Bausa |
| 2017 | Sag nix A, P Anthrazit RR                                             | DE6 Gold · (16 Wo.)DE | AT3 Gold · (15 Wo.)AT | CH14 (7 Wo.)CH | Erstveröffentlichung: 7. Dezember 2017 Verkäufe: + 215.000 Interpret(en): RAF Camora |
| 2017 | Gotham City A, P Anthrazit RR                                         | DE9 Gold · (15 Wo.)DE | AT11 Gold · (16 Wo.)AT | CH21 (4 Wo.)CH | Erstveröffentlichung: 13. Dezember 2017 Verkäufe: + 215.000 Interpret(en): RAF Camora |
| 2017 | FML A, P Powerbausa                                                   | DE33 (7 Wo.)DE | — | — | Erstveröffentlichung: 29. Dezember 2017 Interpret(en): Bausa |
| 2018 | Junkie A, P –                                                         | DE77 (1 Wo.)DE | — | — | Erstveröffentlichung: 26. Januar 2018 Interpret(en): Rico feat. Bausa |
| 2018 | Unterwegs A, P Powerbausa                                             | DE73 (2 Wo.)DE | — | — | Erstveröffentlichung: 2. Februar 2018 Interpret(en): Bausa feat. Capital Bra |
| 2018 | ¿ Was hast du gedacht ? A, P Wolke 7                                  | DE5 (7 Wo.)DE | AT21 (3 Wo.)AT | CH29 (2 Wo.)CH | Erstveröffentlichung: 9. Februar 2018 Interpret(en): Gzuz |
| 2018 | Corleone A, P –                                                       | DE13 (7 Wo.)DE | AT6 Gold · (9 Wo.)AT | CH17 (4 Wo.)CH | Erstveröffentlichung: 20. Februar 2018 Verkäufe: + 15.000 Interpret(en): RAF Camora |
| 2018 | Zwischen Himmel & Hölle A, P Erde & Knochen                           | DE15 (7 Wo.)DE | AT52 (1 Wo.)AT | CH97 (1 Wo.)CH | Erstveröffentlichung: 2. März 2018 Interpret(en): Kontra K |
| 2018 | Auf einmal sind alle korrekt A, P Geld Gold Gras                      | DE73 (1 Wo.)DE | — | — | Erstveröffentlichung: 16. März 2018 Interpret(en): 18 Karat feat. Bonez MC |
| 2018 | Drück Drück A, P Wolke 7                                              | DE11 Gold · (11 Wo.)DE | AT29 (5 Wo.)AT | CH76 (2 Wo.)CH | Erstveröffentlichung: 30. März 2018 Verkäufe: + 200.000 Interpret(en): Gzuz feat. LX |
| 2018 | FrozenP –                                                             | — | — | — | Erstveröffentlichung: 2. April 2018 Interpret(en): Joyner Lucas |
| 2018 | 5 Songs in einer Nacht A, P Berlin lebt                               | DE1 Gold · (21 Wo.)DE | AT2 (15 Wo.)AT | CH8 (9 Wo.)CH | Erstveröffentlichung: 6. April 2018 Verkäufe: + 200.000 Interpret(en): Capital Bra |
| 2018 | Maserati A, P –                                                       | DE11 (6 Wo.)DE | AT1 (8 Wo.)AT | CH27 (2 Wo.)CH | Erstveröffentlichung: 20. April 2018 Interpret(en): RAF Camora |
| 2018 | Was erlebt A, P Wolke 7                                               | DE3 (8 Wo.)DE | AT2 (6 Wo.)AT | CH18 (3 Wo.)CH | Erstveröffentlichung: 27. April 2018 Interpret(en): Gzuz feat. Bonez MC |
| 2018 | Neymar A, P Berlin lebt                                               | DE1 ×3Dreifachgold · (42 Wo.)DE | AT1 (32 Wo.)AT | CH3 (22 Wo.)CH | Erstveröffentlichung: 27. April 2018 Verkäufe: + 900.000 Interpret(en): Capital Bra feat. Ufo361 |
| 2018 | Setz dich A, P Erde & Knochen                                         | DE22 (4 Wo.)DE | AT67 (1 Wo.)AT | — | Erstveröffentlichung: 27. April 2018 Interpret(en): Kontra K feat. AK Ausserkontrolle & Gzuz |
| 2018 | Fame A, P Erde & Knochen                                              | DE6 Gold · (17 Wo.)DE | AT4 (12 Wo.)AT | CH29 (2 Wo.)CH | Erstveröffentlichung: 9. Mai 2018 Verkäufe: + 200.000 Interpret(en): Kontra K feat. RAF Camora |
| 2018 | ¿ Warum ? A, P Wolke 7                                                | DE4 Gold · (6 Wo.)DE | AT5 (5 Wo.)AT | CH14 (4 Wo.)CH | Erstveröffentlichung: 11. Mai 2018 Verkäufe: + 200.000 Interpret(en): Gzuz |
| 2018 | Über Nacht A, P Wolke 7                                               | DE6 (6 Wo.)DE | AT6 (4 Wo.)AT | CH22 (3 Wo.)CH | Erstveröffentlichung: 18. Mai 2018 Interpret(en): Gzuz feat. Bonez MC, Maxwell & Ufo361 |
| 2018 | One Night Stand A, P Berlin lebt                                      | DE1 Platin · (30 Wo.)DE | AT1 (18 Wo.)AT | CH2 (16 Wo.)CH | Erstveröffentlichung: 25. Mai 2018 Verkäufe: + 400.000 Interpret(en): Capital Bra |
| 2018 | Berlin lebt A, P Berlin lebt                                          | DE1 Gold · (16 Wo.)DE | AT1 (13 Wo.)AT | CH2 (8 Wo.)CH | Erstveröffentlichung: 7. Juni 2018 Verkäufe: + 200.000 Interpret(en): Capital Bra |
| 2018 | Investment A, P XY                                                    | DE51 (1 Wo.)DE | — | — | Erstveröffentlichung: 15. Juni 2018 Interpret(en): AK Ausserkontrolle |
| 2018 | Für euch alle A, P Mythos                                             | DE1 Gold · (15 Wo.)DE | AT1 (12 Wo.)AT | CH2 (8 Wo.)CH | Erstveröffentlichung: 6. Juli 2018 Verkäufe: + 200.000 Interpret(en): Bushido feat. Samra & Capital Bra |
| 2018 | Hoch A, P Erde & Knochen (Deluxe Edition)                             | DE26 (3 Wo.)DE | AT67 (1 Wo.)AT | — | Erstveröffentlichung: 20. Juli 2018 Interpret(en): Kontra K |
| 2018 | XY A, P XY                                                            | DE80 (1 Wo.)DE | — | — | Erstveröffentlichung: 20. Juli 2018 Interpret(en): AK Ausserkontrolle |
| 2018 | Melodien A, P Fickt euch alle EP                                      | DE1 Platin · (33 Wo.)DE | AT1 (26 Wo.)AT | CH1 (13 Wo.)CH | Erstveröffentlichung: 3. August 2018 Verkäufe: + 400.000 Interpret(en): Capital Bra feat. Juju |
| 2018 | 500 PS A, P Palmen aus Plastik 2                                      | DE1 Diamant · (77 Wo.)DE | AT2 Platin · (81 Wo.)AT | CH4 (37 Wo.)CH | Erstveröffentlichung: 3. August 2018 Verkäufe: + 1.030.000 Interpret(en): Bonez MC & RAF Camora |
| 2018 | 40k A, P VVS                                                          | DE13 (6 Wo.)DE | AT19 (3 Wo.)AT | CH37 (2 Wo.)CH | Erstveröffentlichung: 10. August 2018 Interpret(en): Ufo361 |
| 2018 | Fokus A, P –                                                          | DE70 (1 Wo.)DE | — | — | Erstveröffentlichung: 10. August 2018 Interpret(en): Jugglerz feat. Miami Yacine, Bausa, Nura & Joshi Mizu |
| 2018 | I Like It (Remix) A, P –                                              | DE*DE | — | — | Erstveröffentlichung: 17. August 2018 Interpret(en): Cardi B feat. Kontra K & AK Ausserkontrolle * Verkäufe werden dem Original hinzuaddiert                                                                                       |
| 2018 | Vagabund A, P –                                                       | DE10 Gold · (16 Wo.)DE | AT25 Gold · (5 Wo.)AT | — | Erstveröffentlichung: 24. August 2018 Verkäufe: + 215.000 Interpret(en): Bausa |
| 2018 | Risiko A, P Palmen aus Plastik 2                                      | DE2 Gold · (14 Wo.)DE | AT2 Gold · (7 Wo.)AT | CH2 (6 Wo.)CH | Charteinstieg: 31. August 2018 Verkäufe: + 215.000 Interpret(en): Bonez MC & RAF Camora |
| 2018 | Unterwegs A, P XY                                                     | DE26 (5 Wo.)DE | AT59 (3 Wo.)AT | CH83 (1 Wo.)CH | Erstveröffentlichung: 31. August 2018 Interpret(en): AK Ausserkontrolle feat. Veysel |
| 2018 | Kokain A, P Palmen aus Plastik 2                                      | DE1 ×3Dreifachgold · (27 Wo.)DE | AT1 Gold · (34 Wo.)AT | CH3 (9 Wo.)CH | Erstveröffentlichung: 14. September 2018 Verkäufe: + 615.000 Interpret(en): Bonez MC & RAF Camora feat. Gzuz |
| 2018 | In meiner Zone 2.0 A, P –                                             | DE19 (4 Wo.)DE | AT6 (4 Wo.)AT | CH25 (2 Wo.)CH | Erstveröffentlichung: 26. Oktober 2018 Interpret(en): RAF Camera |
| 2018 | Farben A, P Sie wollten Wasser doch kriegen Benzin                    | DE6 Gold · (11 Wo.)DE | AT38 (5 Wo.)AT | CH45 (1 Wo.)CH | Erstveröffentlichung: 14. Dezember 2018 Verkäufe: + 200.000 Interpret(en): Kontra K |
| 2019 | Warnung A, P Sie wollten Wasser doch kriegen Benzin                   | DE6 Gold · (13 Wo.)DE | AT12 (5 Wo.)AT | CH36 (2 Wo.)CH | Erstveröffentlichung: 18. Januar 2019 Verkäufe: + 200.000 Interpret(en): Kontra K |
| 2019 | Nur ein Grund A, P Sie wollten Wasser doch kriegen Benzin             | DE18 (4 Wo.)DE | AT46 (1 Wo.)AT | — | Erstveröffentlichung: 15. Februar 2019 Interpret(en): Kontra K feat. Jah Khalib |
| 2019 | Fragen A, P Super Plus                                                | DE4 Gold · (9 Wo.)DE | AT9 (6 Wo.)AT | CH10 (4 Wo.)CH | Erstveröffentlichung: 22. Februar 2019 Verkäufe: + 200.000 Interpret(en): Azet & Zuna |
| 2019 | Licht A, P Fieber                                                     | DE19 (3 Wo.)DE | AT53 (1 Wo.)AT | — | Erstveröffentlichung: 1. März 2019 Interpret(en): Bausa fest. Dardan |
| 2019 | Kampfgeist 4 A, P Sie wollten Wasser doch kriegen Benzin              | DE11 Gold · (5 Wo.)DE | AT21 (2 Wo.)AT | CH50 (1 Wo.)CH | Erstveröffentlichung: 15. März 2019 Verkäufe: + 200.000 Interpret(en): Kontra K |
| 2019 | Pass auf wen du liebst A, P Wave                                      | DE3 Gold · (10 Wo.)DE | AT3 (8 Wo.)AT | CH7 (5 Wo.)CH | Erstveröffentlichung: 15. März 2019 Verkäufe: + 200.000 Interpret(en): Ufo361 |
| 2019 | Mary A, P Fieber                                                      | DE8 Platin · (37 Wo.)DE | AT13 Platin · (26 Wo.)AT | CH58 (1 Wo.)CH | Erstveröffentlichung: 29. März 2019 Verkäufe: + 430.000 Interpret(en): Bausa |
| 2019 | Blei A, P Sie wollten Wasser doch kriegen Benzin                      | DE6 Platin · (13 Wo.)DE | AT10 (10 Wo.)AT | CH28 (4 Wo.)CH | Erstveröffentlichung: 12. April 2019 Verkäufe: + 400.000 Interpret(en): Kontra K feat. Veysel |
| 2019 | Next A, P Wave                                                        | DE3 (8 Wo.)DE | AT2 (5 Wo.)AT | CH10 (3 Wo.)CH | Erstveröffentlichung: 26. April 2019 Interpret(en): Ufo361 feat. RIN |
| 2019 | Perdono A, P Obststand 2                                              | DE6 (4 Wo.)DE | AT8 (3 Wo.)AT | CH14 (2 Wo.)CH | Erstveröffentlichung: 10. Mai 2019 Interpret(en): LX & Maxwell feat. Gzuz & Gallo Nero |
| 2019 | Letzte Träne A, P Sie wollten Wasser doch kriegen Benzin              | DE6 Gold · (11 Wo.)DE | AT7 (6 Wo.)AT | CH19 (3 Wo.)CH | Erstveröffentlichung: 16. Mai 2019 Verkäufe: + 200.000 Interpret(en): Kontra K |
| 2019 | Gib Gas A, P Wave                                                     | DE7 (5 Wo.)DE | AT8 (3 Wo.)AT | CH18 (2 Wo.)CH | Erstveröffentlichung: 17. Mai 2019 Interpret(en): Ufo361 feat. Luciano |
| 2019 | Hermès A, P 471                                                       | DE37 (2 Wo.)DE | AT12 (2 Wo.)AT | CH51 (1 Wo.)CH | Erstveröffentlichung: 24. Mai 2019 Interpret(en): RAF Camora & Gallo Nero |
| 2019 | Weiß noch nicht wie A, P Fieber                                       | DE34 (2 Wo.)DE | AT53 (1 Wo.)AT | — | Erstveröffentlichung: 24. Mai 2019 Interpret(en): Bausa |
| 2019 | Irina Shayk A, P Wave                                                 | DE6 (6 Wo.)DE | AT6 (4 Wo.)AT | CH13 (3 Wo.)CH | Erstveröffentlichung: 7. Juni 2019 Interpret(en): Ufo361 |
| 2019 | Autopilot A, P G.T.A. (Gangster ticken anders)                        | DE20 (2 Wo.)DE | AT22 (1 Wo.)AT | CH48 (1 Wo.)CH | Erstveröffentlichung: 21. Juni 2019 Interpret(en): Milonair feat. Bonez MC |
| 2019 | Shot A, P Wave                                                        | DE4 Gold · (11 Wo.)DE | AT7 Gold · (6 Wo.)AT | CH15 (4 Wo.)CH | Erstveröffentlichung: 28. Juni 2019 Verkäufe: + 215.000 Interpret(en): Ufo361 feat. Data Luv |
| 2019 | On Time A, P Wave                                                     | DE10 (5 Wo.)DE | AT12 (3 Wo.)AT | CH22 (5 Wo.)CH | Erstveröffentlichung: 19. Juli 2019 Interpret(en): Ufo361 feat. Gunna |
| 2019 | Merri A, P Augen Husky                                                | DE59 (1 Wo.)DE | — | — | Erstveröffentlichung: 26. Juli 2019 Interpret(en): Olexesh feat. Azzi Memo & Zack Ink |
| 2019 | Nummer A, P Wave                                                      | DE2 Gold · (9 Wo.)DE | AT2 (10 Wo.)AT | CH10 (6 Wo.)CH | Erstveröffentlichung: 26. Juli 2019 Verkäufe: + 200.000 Interpret(en): Ufo361 feat. RAF Camora |
| 2019 | 9mm Bang A, P Augen Husky                                             | DE30 (2 Wo.)DE | AT68 (1 Wo.)AT | CH94 (1 Wo.)CH | Erstveröffentlichung: 16. August 2019 Interpret(en): Olexesh |
| 2019 | Now A, P Goat                                                         | DE27 (2 Wo.)DE | AT40 (1 Wo.)AT | CH92 (1 Wo.)CH | Erstveröffentlichung: 22. August 2019 Interpret(en): Data Luv |
| 2019 | Vendetta A, P Zenit                                                   | DE5 (9 Wo.)DE | AT1 Gold · (11 Wo.)AT | CH7 (5 Wo.)CH | Erstveröffentlichung: 30. August 2019 Verkäufe: + 15.000 Interpret(en): RAF Camora |
| 2019 | Tempomat A, P –                                                       | DE38 (2 Wo.)DE | AT47 (1 Wo.)AT | — | Erstveröffentlichung: 6. September 2019 Interpret(en): Bausa |
| 2019 | Augen Husky A, P Augen Husky                                          | DE14 (7 Wo.)DE | AT29 (3 Wo.)AT | CH34 (3 Wo.)CH | Erstveröffentlichung: 15. September 2019 Interpret(en): Olexesh & Nimo |
| 2019 | Adriana A, P Zenit                                                    | DE7 Gold · (15 Wo.)DE | AT3 Gold · (13 Wo.)AT | CH5 (9 Wo.)CH | Erstveröffentlichung: 20. September 2019 Verkäufe: + 215.000 Interpret(en): RAF Camora |
| 2019 | Honda Civic A, P Nonstop                                              | DE5 Platin · (19 Wo.)DE | AT3 Platin · (18 Wo.)AT | CH4 Platin · (10 Wo.)CH | Erstveröffentlichung: 27. September 2019 Verkäufe: + 450.000 Interpret(en): The Cratez & Bonez MC |
| 2019 | Puta Madre A, P Zenit                                                 | DE5 Gold · (16 Wo.)DE | AT2 Platin · (21 Wo.)AT | CH4 (10 Wo.)CH | Erstveröffentlichung: 11. Oktober 2019 Verkäufe: + 230.000 Interpret(en): RAF Camora feat. Ghetto Phénomène |
| 2019 | Wir sind Kral A, P Lights Out                                         | DE29 (2 Wo.)DE | AT24 (2 Wo.)AT | CH78 (1 Wo.)CH | Erstveröffentlichung: 11. Oktober 2019 Interpret(en): Ufo361 & Ezhel |
| 2019 | Ticket hier raus A, P Golem                                           | — | — | — | Erstveröffentlichung: 21. Oktober 2019 Interpret(en): Tarek K.I.Z |
| 2019 | Sag ihnen 2 A, P Zenit                                                | DE33 (2 Wo.)DE | AT74 (1 Wo.)AT | — | Erstveröffentlichung: 25. Oktober 2019 Interpret(en): RAF Camora |
| 2019 | Ykke A, P Lights Out                                                  | DE31 (3 Wo.)DE | AT30 (1 Wo.)AT | CH64 (1 Wo.)CH | Erstveröffentlichung: 1. November 2019 Interpret(en): Ufo361 & Ezhel |
| 2019 | Skifahren A, P Nonstop                                                | DE4 Platin · (26 Wo.)DE | AT3 Platin · (17 Wo.)AT | CH28 Platin · (5 Wo.)CH | Erstveröffentlichung: 15. November 2019 Verkäufe: + 450.000 Interpret(en): The Cratez, Bausa & Maxwell feat. Joshi Mizu |
| 2019 | Himmel grau A, P Nonstop                                              | DE11 (6 Wo.)DE | AT19 (1 Wo.)AT | CH30 (2 Wo.)CH | Erstveröffentlichung: 6. Dezember 2019 Interpret(en): The Cratez, Luciano & Kontra K |
| 2019 | Nur zur Info A, P Rich Rich                                           | DE20 (8 Wo.)DE | AT17 (6 Wo.)AT | CH34 (5 Wo.)CH | Erstveröffentlichung: 20. Dezember 2019 Interpret(en): Ufo361 |
| 2019 | Regen A, P Sonne und Regen                                            | — | — | — | Erstveröffentlichung: 20. Dezember 2019 Interpret(en): Joshi Mizu |
| 2019 | Bang Bang A, P Golem                                                  | — | — | — | Erstveröffentlichung: 20. Dezember 2019 Interpret(en): Tarek K.I.Z |
| 2019 | Vor der Tür A, P Gzuz                                                 | DE4 Gold · (10 Wo.)DE | AT3 Gold · (6 Wo.)AT | CH16 (6 Wo.)CH | Erstveröffentlichung: 24. Dezember 2019 Verkäufe: + 215.000 Interpret(en): Gzuz |
| 2020 | Maschine A, P Nonstop                                                 | DE9 (6 Wo.)DE | AT1 (10 Wo.)AT | CH14 (2 Wo.)CH | Erstveröffentlichung: 3. Januar 2020 Interpret(en): The Cratez & RAF Camora |
| 2020 | Big Drip A, P Rich Rich                                               | DE2 (8 Wo.)DE | AT2 (4 Wo.)AT | CH5 (4 Wo.)CH | Erstveröffentlichung: 17. Januar 2020 Interpret(en): Ufo361 feat. Future |
| 2020 | Kill nicht mein Vibe A, P Sonne und Regen                             | — | — | — | Erstveröffentlichung: 24. Januar 2020 Interpret(en): Joshi Mizu |
| 2020 | Donuts A, P Gzuz                                                      | DE3 Gold · (8 Wo.)DE | AT1 Gold · (8 Wo.)AT | CH3 (6 Wo.)CH | Erstveröffentlichung: 24. Januar 2020 Verkäufe: + 215.000 Interpret(en): Gzuz |
| 2020 | YSL A, P Sonne und Regen                                              | — | — | — | Erstveröffentlichung: 14. Februar 2020 Interpret(en): Joshi Mizu |
| 2020 | Lionel A, P Nonstop                                                   | — | — | — | Erstveröffentlichung: 21. Februar 2020 Interpret(en): The Cratez & Ahmad Amin |
| 2020 | Rich Rich A, P Rich Rich                                              | DE2 (8 Wo.)DE | AT2 (5 Wo.)AT | CH8 (3 Wo.)CH | Erstveröffentlichung: 21. Februar 2020 Interpret(en): Ufo361 |
| 2020 | Över dig A, P Mount Jhun                                              | — | — | — | Erstveröffentlichung: 28. Februar 2020 Verkäufe: + 80.000 Interpret(en): Newkid |
| 2020 | Schlafen A, P Nonstop                                                 | DE19 (3 Wo.)DE | AT27 (2 Wo.)AT | CH83 (1 Wo.)CH | Erstveröffentlichung: 28. Februar 2020 Interpret(en): The Cratez, Ufo361 & Bausa |
| 2020 | Bad Girls, Good Vibes A, P Rich Rich                                  | DE4 (8 Wo.)DE | AT3 (3 Wo.)AT | CH11 (3 Wo.)CH | Erstveröffentlichung: 13. März 2020 Interpret(en): Ufo361 |
| 2020 | Hotbox A, P –                                                         | DE26 (2 Wo.)DE | AT37 (1 Wo.)AT | CH83 (1 Wo.)CH | Erstveröffentlichung: 20. März 2020 Interpret(en): The Cratez, LX & Maxwell |
| 2020 | Puste sie weg A, P Vollmond                                           | DE4 Gold · (8 Wo.)DE | AT8 (5 Wo.)AT | CH25 (2 Wo.)CH | Erstveröffentlichung: 27. März 2020 Verkäufe: + 200.000 Interpret(en): Kontra K |
| 2020 | Allein sein A, P Rich Rich                                            | DE3 (9 Wo.)DE | AT3 (7 Wo.)AT | CH12 (4 Wo.)CH | Erstveröffentlichung: 27. März 2020 Interpret(en): Ufo361 |
| 2020 | Be My Quarantine A, P Sonne und Regen                                 | — | — | — | Erstveröffentlichung: 10. April 2020 Interpret(en): Joshi Mizu |
| 2020 | Shotz Fired A, P –                                                    | DE4 Gold · (11 Wo.)DE | AT1 Gold · (11 Wo.)AT | CH6 (4 Wo.)CH | Erstveröffentlichung: 10. April 2020 Verkäufe: + 215.000 Interpret(en): Bonez MC |
| 2020 | Amsterdam A, P –                                                      | — | — | — | Erstveröffentlichung: 17. April 2020 Interpret(en): Ahmad Amin |
| 2020 | Final Fantasy A, P Rich Rich                                          | DE7 (5 Wo.)DE | AT10 (4 Wo.)AT | CH24 (2 Wo.)CH | Erstveröffentlichung: 17. April 2020 Interpret(en): Ufo361 |
| 2020 | Für mich da A, P Sonne und Regen                                      | — | — | — | Erstveröffentlichung: 24. April 2020 Interpret(en): Joshi Mizu |
| 2020 | Namen A, P Vollmond                                                   | DE5 (6 Wo.)DE | AT10 (3 Wo.)AT | CH27 (1 Wo.)CH | Erstveröffentlichung: 1. Mai 2020 Interpret(en): Kontra K |
| 2020 | Sheytana A, P –                                                       | — | — | — | Erstveröffentlichung: 8. Mai 2020 Interpret(en): Ahmad Amin |
| 2020 | Bentley A, P Data Life                                                | — | — | — | Erstveröffentlichung: 15. Mai 2020 Interpret(en): Data Luv |
| 2020 | Roadrunner A, P Hollywood                                             | DE1 Gold · (20 Wo.)DE | AT1 Gold · (14 Wo.)AT | CH2 (7 Wo.)CH | Erstveröffentlichung: 22. Mai 2020 Verkäufe: + 215.000 Interpret(en): Bonez MC |
| 2020 | Hayal A, P –                                                          | — | — | — | Erstveröffentlichung: 29. Mai 2020 Interpret(en): Ahmad Amin |
| 2020 | Louboutin A, P –                                                      | DE76 (1 Wo.)DE | — | — | Erstveröffentlichung: 5. Juni 2020 Interpret(en): Data Luv feat. Trippie Redd |
| 2020 | Emotions A, P Rich Rich                                               | DE1 Platin · (34 Wo.)DE | AT1 (29 Wo.)AT | CH3 (22 Wo.)CH | Erstveröffentlichung: 12. Juni 2020 Verkäufe: + 400.000 Interpret(en): Ufo361; Remix als Emotions 2.0 feat. Céline Verkäufe des Remixes werden dem am 24. April 2020 als Albumsong veröffentlichten Original Emotions hinzuaddiert |
| 2020 | Ist deine Liebe wahr A, P Data Life                                   | — | — | — | Erstveröffentlichung: 19. Juni 2020 Interpret(en): Data Luv |
| 2020 | Sonne A, P Vollmond                                                   | DE21 (4 Wo.)DE | AT39 (1 Wo.)AT | CH69 (1 Wo.)CH | Erstveröffentlichung: 19. Juni 2020 Interpret(en): Kontra K |
| 2020 | Big Body Benz A, P Hollywood                                          | DE1 Gold · (16 Wo.)DE | AT1 Gold · (11 Wo.)AT | CH2 (7 Wo.)CH | Erstveröffentlichung: 19. Juni 2020 Verkäufe: + 215.000 Interpret(en): Bonez MC |
| 2020 | Ta7aria A, P –                                                        | — | — | — | Erstveröffentlichung: 26. Juni 2020 Interpret(en): Ahmad Amin |
| 2020 | Hab ich nicht dich A, P –                                             | — | — | — | Erstveröffentlichung: 3. Juli 2020 Interpret(en): Joshi Mizu |
| 2020 | Tiefschwarz A, P Vollmond                                             | DE2 Gold · (13 Wo.)DE | AT4 (5 Wo.)AT | CH5 (3 Wo.)CH | Erstveröffentlichung: 10. Juli 2020 Verkäufe: + 200.000 Interpret(en): Kontra K feat. Samra |
| 2020 | Friendzone A, P Data Life                                             | — | — | — | Erstveröffentlichung: 10. Juli 2020 Interpret(en): Data Luv |
| 2020 | Shit Changed A, P Nur für Dich                                        | DE3 (7 Wo.)DE | AT4 (5 Wo.)AT | CH11 (4 Wo.)CH | Erstveröffentlichung: 24. Juli 2020 Interpret(en): Ufo361 & Sonus030 |
| 2020 | Tilidin weg A, P Hollywood                                            | DE3 Gold · (10 Wo.)DE | AT2 Gold · (7 Wo.)AT | CH5 (6 Wo.)CH | Erstveröffentlichung: 31. Juli 2020 Verkäufe: + 215.000 Interpret(en): Bonez MC |
| 2020 | Sirenen A, P Vollmond                                                 | DE5 (6 Wo.)DE | AT17 (3 Wo.)AT | CH48 (1 Wo.)CH | Erstveröffentlichung: 28. August 2020 Interpret(en): Kontra K feat. AK Ausserkontrolle |
| 2020 | Fuckst mich nur ab A, P Hollywood                                     | DE1 Gold · (11 Wo.)DE | AT2 Gold · (10 Wo.)AT | CH4 (8 Wo.)CH | Erstveröffentlichung: 4. September 2020 Verkäufe: + 215.000 Interpret(en): Bonez MC |
| 2020 | Kein Dior A, P –                                                      | — | — | — | Erstveröffentlichung: 18. September 2020 Interpret(en): Joshi Mizu & Fatman Scoop |
| 2020 | Freunde A, P Vollmond                                                 | DE10 (5 Wo.)DE | AT34 (2 Wo.)AT | CH61 (1 Wo.)CH | Erstveröffentlichung: 18. September 2020 Interpret(en): Kontra K |
| 2020 | Niemals unter 1000 A, P Hollywood Uncut                               | DE4 (8 Wo.)DE | AT6 (5 Wo.)AT | CH11 (5 Wo.)CH | Erstveröffentlichung: 25. September 2020 Interpret(en): Bonez MC feat. LX |
| 2020 | Overnight A, P –                                                      | DE79 (1 Wo.)DE | — | — | Erstveröffentlichung: 8. Oktober 2020 Interpret(en): Data Luv feat. Reezy |
| 2020 | Angeklagt A, P Hollywood Uncut                                        | DE1 Platin · (16 Wo.)DE | AT1 Gold · (14 Wo.)AT | CH2 (11 Wo.)CH | Erstveröffentlichung: 23. Oktober 2020 Verkäufe: + 415.000 Interpret(en): Bonez MC |
| 2020 | Kollektiv A, P Inhale/Exhale                                          | DE5 (4 Wo.)DE | AT9 (2 Wo.)AT | CH23 (2 Wo.)CH | Erstveröffentlichung: 6. November 2020 Interpret(en): LX feat. Gzuz |
| 2020 | Centre Court A, P 100 Pro                                             | DE11 (4 Wo.)DE | AT35 (2 Wo.)AT | CH32 (1 Wo.)CH | Erstveröffentlichung: 18. Dezember 2020 Interpret(en): Bausa feat. RIN & Ufo361 |
| 2021 | 7 A, P Stay High                                                      | DE2 Gold · (7 Wo.)DE | AT1 (9 Wo.)AT | CH7 (3 Wo.)CH | Erstveröffentlichung: 1. Januar 2021 Verkäufe: + 200.000 Interpret(en): Ufo361 feat. Bonez MC |
| 2021 | Paradies A, P Sampler 5                                               | DE2 (7 Wo.)DE | AT4 (6 Wo.)AT | CH9 (4 Wo.)CH | Erstveröffentlichung: 22. Januar 2021 Interpret(en): Bonez MC, Gzuz & Sa4 |
| 2021 | No Hugs A, P Stay High                                                | DE4 (4 Wo.)DE | AT4 (3 Wo.)AT | CH10 (2 Wo.)CH | Erstveröffentlichung: 29. Januar 2021 Interpret(en): Ufo361 |
| 2021 | NBA A, P Reset                                                        | DE9 (2 Wo.)DE | AT26 (1 Wo.)AT | CH54 (1 Wo.)CH | Erstveröffentlichung: 5. Februar 2021 Interpret(en): Jalil feat. Bonez MC |
| 2021 | 5535 A, P Rise of Mizu                                                | — | — | — | Erstveröffentlichung: 5. Februar 2021 Interpret(en): Joshi Mizu |
| 2021 | Wings A, P Stay High                                                  | DE7 (3 Wo.)DE | AT14 (2 Wo.)AT | CH24 (2 Wo.)CH | Erstveröffentlichung: 12. Februar 2021 Interpret(en): Ufo361 |
| 2021 | Wieder Broke A, P Rise of Mizu                                        | — | — | — | Erstveröffentlichung: 19. Februar 2021 Interpret(en): Joshi Mizu |
| 2021 | Keiner kann mich ficken! A, P Sampler 5                               | DE3 (4 Wo.)DE | AT12 (2 Wo.)AT | CH20 (2 Wo.)CH | Erstveröffentlichung: 26. Februar 2021 Interpret(en): Gzuz |
| 2021 | Diese eine Melodie A, P Aus dem Licht in den Schatten zurück          | DE7 (5 Wo.)DE | AT19 (2 Wo.)AT | CH47 (1 Wo.)CH | Erstveröffentlichung: 5. März 2021 Interpret(en): Kontra K |
| 2021 | Low Life A, P Stay High                                               | DE3 (6 Wo.)DE | AT4 (4 Wo.)AT | CH14 (2 Wo.)CH | Erstveröffentlichung: 19. März 2021 Interpret(en): Ufo361 feat. RIN |
| 2021 | Verpennt A, P Sampler 5                                               | DE8 (5 Wo.)DE | AT7 (4 Wo.)AT | CH12 (3 Wo.)CH | Erstveröffentlichung: 26. März 2021 Interpret(en): Bonez MC, LX & Sa4 |
| 2021 | Big Bad Wolf A, P Aus dem Licht in den Schatten zurück                | DE41 (1 Wo.)DE | AT56 (1 Wo.)AT | — | Erstveröffentlichung: 2. April 2021 Interpret(en): Kontra K feat. BACI |
| 2021 | Angekommen A, P Stay High                                             | DE16 (3 Wo.)DE | AT21 (2 Wo.)AT | CH40 (1 Wo.)CH | Erstveröffentlichung: 16. April 2021 Interpret(en): Ufo361 feat. Data Luv |
| 2021 | Asphalt & Tennissocken A, P Aus dem Licht in den Schatten zurück      | DE25 (4 Wo.)DE | AT62 (1 Wo.)AT | CH100 (1 Wo.)CH | Erstveröffentlichung: 30. April 2021 Interpret(en): Kontra K |
| 2021 | Extasy A, P Sampler 5                                                 | DE1 Platin · (17 Wo.)DE | AT3 (10 Wo.)AT | CH11 (5 Wo.)CH | Erstveröffentlichung: 7. Mai 2021 Verkäufe: + 400.000 Interpret(en): Bonez MC feat. Frauenarzt |
| 2021 | Wenn das Schicksal trifft A, P Aus dem Licht in den Schatten zurück   | DE11 (3 Wo.)DE | AT36 (1 Wo.)AT | CH68 (1 Wo.)CH | Erstveröffentlichung: 13. Mai 2021 Interpret(en): Kontra K |
| 2021 | Favourite Artist A, P Destroy All Copies                              | DE16 (2 Wo.)DE | AT12 (1 Wo.)AT | CH21 (1 Wo.)CH | Erstveröffentlichung: 21. Mai 2021 Interpret(en): Ufo361 |
| 2021 | Vielen Dank A, P –                                                    | DE5 (5 Wo.)DE | AT4 (4 Wo.)AT | CH11 (3 Wo.)CH | Erstveröffentlichung: 21. Mai 2021 Interpret(en): Bonez MC, Maxwell, LX & Sa4 |
| 2021 | Schiessen A, P –                                                      | DE70 (1 Wo.)DE | — | — | Erstveröffentlichung: 28. Mai 2021 Interpret(en): Veysel feat. Kontra K |
| 2021 | Daniel Lee A, P Destroy All Copies                                    | DE9 (3 Wo.)DE | AT17 (2 Wo.)AT | CH39 (1 Wo.)CH | Erstveröffentlichung: 2. Juli 2021 Interpret(en): Ufo361 |
| 2021 | Blaues Licht A, P Zukunft II                                          | DE1 Platin · (60 Wo.)DE | AT1 ×2Doppelplatin · (99 Wo.)AT | CH2 (30 Wo.)CH | Erstveröffentlichung: 23. Juli 2021 Verkäufe: + 460.000 Interpret(en): RAF Camora feat. Bonez MC |
| 2021 | Alright –                                                             | — | — | — | Erstveröffentlichung: 23. Juli 2021 Interpret(en): HVME feat. 24kGoldn & Quavo |
| 2021 | Flip$ A, P Destroy All Copies                                         | DE19 (2 Wo.)DE | AT33 (1 Wo.)AT | CH51 (1 Wo.)CH | Erstveröffentlichung: 6. August 2021 Interpret(en): Ufo361 |
| 2021 | Wenn du mich siehst A, P Zukunft II                                   | DE2 Gold · (14 Wo.)DE | AT3 Gold · (7 Wo.)AT | CH6 (7 Wo.)CH | Erstveröffentlichung: 20. August 2021 Verkäufe: + 215.000 Interpret(en): RAF Camora feat. Juju |
| 2021 | Ryu A, P Destroy All Copies                                           | DE20 (2 Wo.)DE | AT27 (2 Wo.)AT | CH46 (1 Wo.)CH | Erstveröffentlichung: 27. August 2021 Interpret(en): Ufo361 |
| 2021 | 2CB A, P Zukunft II                                                   | DE1 Gold · (17 Wo.)DE | AT1 Platin · (37 Wo.)AT | CH2 (11 Wo.)CH | Erstveröffentlichung: 10. September 2021 Verkäufe: + 230.000 Interpret(en): RAF Camora feat. Luciano |
| 2021 | Eine Pille A, P –                                                     | DE12 (3 Wo.)DE | AT14 (2 Wo.)AT | CH20 (2 Wo.)CH | Erstveröffentlichung: 24. September 2021 Interpret(en): Bonez MC |
| 2021 | Guapa A, P Zukunft II                                                 | DE8 (7 Wo.)DE | AT1 Gold · (6 Wo.)AT | CH11 (5 Wo.)CH | Erstveröffentlichung: 8. Oktober 2021 Verkäufe: + 15.000 Interpret(en): RAF Camora |
| 2021 | Wieder ich A, P –                                                     | — | — | — | Erstveröffentlichung: 13. Oktober 2021 Interpret(en): Mathea |
| 2021 | Späti A, P Große Freiheit                                             | DE4 Gold · (30 Wo.)DE | AT10 (25 Wo.)AT | CH15 (11 Wo.)CH | Erstveröffentlichung: 15. Oktober 2021 Verkäufe: + 200.000 Interpret(en): Gzuz |
| 2021 | Genau so eine A, P Große Freiheit                                     | DE30 (4 Wo.)DE | — | CH42 (1 Wo.)CH | Erstveröffentlichung: 16. Dezember 2021 Interpret(en): Gzuz feat. Maxwell |
| 2021 | Allein allein A, P –                                                  | DE13 (6 Wo.)DE | AT21 (4 Wo.)AT | CH34 (3 Wo.)CH | Erstveröffentlichung: 23. Dezember 2021 Interpret(en): Ufo361 & Pashanim |
| 2022 | Wenn ich will A, P Große Freiheit                                     | DE2 (5 Wo.)DE | AT6 (3 Wo.)AT | CH16 (3 Wo.)CH | Erstveröffentlichung: 6. Januar 2022 Interpret(en): Gzuz feat. Bonez MC |
| 2022 | Tageslicht A, P Nonstop NXTGEN                                        | DE8 (3 Wo.)DE | AT6 (3 Wo.)AT | CH22 (1 Wo.)CH | Erstveröffentlichung: 18. Februar 2022 Interpret(en): The Cratez, RAF Camora & Ufo361 |
| 2022 | 187 Allstars ‘22 A, P –                                               | DE3 (5 Wo.)DE | AT8 (3 Wo.)AT | CH14 (2 Wo.)CH | Erstveröffentlichung: 25. Februar 2022 Interpret(en): Bonez MC, Gzuz, Maxwell, LX & Sa4 |
| 2022 | Diskothek A, P –                                                      | DE52 (1 Wo.)DE | — | — | Erstveröffentlichung: 17. März 2022 Interpret(en): Maxwell |
| 2022 | Crash A, P –                                                          | DE74 (1 Wo.)DE | — | — | Erstveröffentlichung: 25. März 2022 Interpret(en): Flowerboii feat. Ufo361 |
| 2022 | Treibsand A, P –                                                      | — | — | — | Erstveröffentlichung: 25. März 2022 Interpret(en): Yecca |
| 2022 | Riesenjoints A, P Nonstop NXTGEN                                      | DE25 (1 Wo.)DE | AT44 (1 Wo.)AT | CH66 (1 Wo.)CH | Erstveröffentlichung: 1. April 2022 Interpret(en): The Cratez, Gzuz & Veysel |
| 2022 | High A, P –                                                           | — | — | — | Erstveröffentlichung: 7. April 2022 Interpret(en): Flowerboii |
| 2022 | GMO A, P –                                                            | DE29 (1 Wo.)DE | AT62 (1 Wo.)AT | CH69 (1 Wo.)CH | Erstveröffentlichung: 7. April 2022 Interpret(en): LX feat. Gzuz |
| 2022 | Mukke A, P –                                                          | DE39 (2 Wo.)DE | AT37 (1 Wo.)AT | CH68 (1 Wo.)CH | Erstveröffentlichung: 15. April 2022 Interpret(en): Gallo Nero feat. Bonez MC |
| 2022 | Druff A, P –                                                          | DE50 (1 Wo.)DE | — | — | Erstveröffentlichung: 22. April 2022 Interpret(en): Maxwell |
| 2022 | Mein Planet A, P Zukunft II                                           | DE10 (2 Wo.)DE | AT7 (2 Wo.)AT | CH24 (1 Wo.)CH | Erstveröffentlichung: 22. April 2022 Interpret(en): RAF Camora |
| 2022 | Glaube ihnen nicht A, P –                                             | — | — | — | Erstveröffentlichung: 29. April 2022 Interpret(en): Gallo Nero |
| 2022 | Bob Marley A, P Nonstop NXTGEN                                        | DE13 (3 Wo.)DE | AT24 (2 Wo.)AT | CH39 (1 Wo.)CH | Erstveröffentlichung: 29. April 2022 Interpret(en): Bonez MC, LX & The Cratez |
| 2022 | Drunk A, P –                                                          | — | — | — | Erstveröffentlichung: 6. Mai 2022 Interpret(en): Flowerboii |
| 2022 | Maybe A, P Nonstop NXTGEN                                             | — | — | — | Erstveröffentlichung: 20. Mai 2022 Interpret(en): The Cratez & Civo |
| 2022 | Wieder 2015 A, P Für den Himmel durch die Hölle                       | DE17 (2 Wo.)DE | — | CH92 (1 Wo.)CH | Erstveröffentlichung: 3. Juni 2022 Interpret(en): Kontra K |
| 2022 | Super Soaker A, P Nonstop NXTGEN                                      | — | — | — | Erstveröffentlichung: 10. Juni 2022 Interpret(en): The Cratez, Maxwell & Bounty & Cocoa feat. Joshi Mizu |
| 2022 | Jung & ignorant A, P Nonstop NXTGEN                                   | — | — | — | Erstveröffentlichung: 1. Juli 2022 Interpret(en): The Cratez & Immi |
| 2022 | Follow A, P Für den Himmel durch die Hölle                            | DE3 Gold · (31 Wo.)DE | AT8 (18 Wo.)AT | CH23 (8 Wo.)CH | Erstveröffentlichung: 8. Juli 2022 Verkäufe: + 200.000 Interpret(en): Kontra K feat. Leony & Sido |
| 2022 | Alle broke A, P –                                                     | — | — | — | Erstveröffentlichung: 15. Juli 2022 Interpret(en): The Cratez & Disarstar |
| 2022 | Letztes Mal A, P Palmen aus Plastik 3                                 | DE2 (12 Wo.)DE | AT2 (8 Wo.)AT | CH3 (7 Wo.)CH | Erstveröffentlichung: 15. Juli 2022 Interpret(en): Bonez MC & RAF Camora |
| 2022 | Was du hast A, P Nonstop NXTGEN                                       | — | — | — | Erstveröffentlichung: 22. Juli 2022 Interpret(en): The Cratez, Sierra Kidd & Flowerboii |
| 2022 | Adam & Eva A, P Für den Himmel durch die Hölle                        | DE30 (1 Wo.)DE | — | — | Erstveröffentlichung: 5. August 2022 Interpret(en): Kontra K |
| 2022 | Sommer A, P Palmen aus Plastik 3                                      | DE3 (10 Wo.)DE | AT2 (10 Wo.)AT | CH2 (7 Wo.)CH | Erstveröffentlichung: 5. August 2022 Interpret(en): Bonez MC & RAF Camora |
| 2022 | Offenes Verdeck A, P –                                                | — | — | — | Erstveröffentlichung: 12. August 2022 Interpret(en): The Cratez & Selmon |
| 2022 | Rolex für alle A, P –                                                 | — | — | — | Erstveröffentlichung: 12. August 2022 Interpret(en): Disarstar |
| 2022 | Mit den Boyz A, P Nonstop NXTGEN                                      | DE67 (1 Wo.)DE | — | — | Erstveröffentlichung: 26. August 2022 Interpret(en): The Cratez & 102 Boyz feat. Chapo102, Skoob102 & Stacks102 |
| 2022 | Warum du schreibst A, P –                                             | DE77 (1 Wo.)DE | — | — | Erstveröffentlichung: 2. September 2022 Interpret(en): The Cratez & Liaze |
| 2022 | Hunger A, P –                                                         | — | — | — | Erstveröffentlichung: 2. September 2022 Interpret(en): Disarstar |
| 2022 | Taxi A, P Palmen aus Plastik 3                                        | DE3 (9 Wo.)DE | AT3 (10 Wo.)AT | CH3 (6 Wo.)CH | Erstveröffentlichung: 2. September 2022 Interpret(en): Bonez MC & RAF Camora feat. Gzuz |
| 2022 | Rain A, P –                                                           | — | — | — | Erstveröffentlichung: 9. September 2022 Interpret(en): Moe Phoenix |
| 2022 | Schon gut A, P –                                                      | — | — | — | Erstveröffentlichung: 9. September 2022 Interpret(en): Kid Kapri |
| 2022 | Isyans & Dramas A, P Isyans & Drama                                   | — | — | — | Erstveröffentlichung: 16. September 2022 Interpret(en): The Cratez & Immi |
| 2022 | Supergirl A, P –                                                      | — | — | — | Erstveröffentlichung: 23. September 2022 Interpret(en): Disarstar |
| 2022 | Forever (Weck mich nicht auf) A, P Nonstop NXTGEN                     | — | — | — | Erstveröffentlichung: 23. September 2022 Interpret(en): The Cratez & Liaze |
| 2022 | Tokyo Drift A, P –                                                    | DE41 (1 Wo.)DE | — | — | Erstveröffentlichung: 29. September 2022 Interpret(en): The Cratez & 102 Boyz feat. Chapo102, Kkuba102 & Stacks102 |
| 2022 | Miss You A, P –                                                       | — | — | — | Erstveröffentlichung: 6. Oktober 2022 Interpret(en): The Cratez & Disarstar & Evangelia |
| 2022 | Palace Walls A, P –                                                   | — | — | — | Erstveröffentlichung: 13. Oktober 2022 Interpret(en): Disarstar & DXVE |
| 2022 | Auf Clouds A, P Clouds                                                | DE55 (1 Wo.)DE | — | — | Erstveröffentlichung: 13. Oktober 2022 Interpret(en): LX |
| 2022 | Ufuk Bayraktar A, P –                                                 | DE21 (3 Wo.)DE | AT26 (2 Wo.)AT | CH48 (2 Wo.)CH | Erstveröffentlichung: 16. Oktober 2022 Interpret(en): Ufo361 |
| 2022 | Kunden rufen an A, P –                                                | — | — | — | Erstveröffentlichung: 20. Oktober 2022 Interpret(en): The Cratez & Camaeleon & Koushino |
| 2022 | Painkiller A, P Isyans & Dramas                                       | — | — | — | Erstveröffentlichung: 20. Oktober 2022 Interpret(en): Immi |
| 2022 | Bist du wach A, P –                                                   | — | — | — | Erstveröffentlichung: 3. November 2022 Interpret(en): The Cratez & Soba |
| 2022 | No Reply A, P Love My Life                                            | DE20 (1 Wo.)DE | AT31 (1 Wo.)AT | CH57 (1 Wo.)CH | Erstveröffentlichung: 11. November 2022 Interpret(en): Ufo361 |
| 2022 | Ram Pam Pam A, P –                                                    | — | — | — | Erstveröffentlichung: 17. November 2022 Interpret(en): Bounty & Cocoa |
| 2022 | Nie wieder sehen A, P –                                               | DE11 (3 Wo.)DE | AT39 (1 Wo.)AT | CH65 (1 Wo.)CH | Erstveröffentlichung: 17. November 2022 Interpret(en): Juju |
| 2022 | Blau zu grau A, P Isyans & Dramas                                     | — | — | — | Erstveröffentlichung: 25. November 2022 Interpret(en): The Cratez & Immi |
| 2022 | C'est la vie A, P –                                                   | — | — | — | Erstveröffentlichung: 25. November 2022 Interpret(en): The Cratez & Immi |
| 2022 | So High A, P –                                                        | — | — | — | Erstveröffentlichung: 1. Dezember 2022 Interpret(en): Lx & Gzuz |
| 2022 | What a life A, P –                                                    | — | — | — | Erstveröffentlichung: 8. Dezember 2022 Interpret(en): The Cratez & Selmon |
| 2022 | Ich wünschte, ich würd' mich kümmern A, P –                           | — | — | — | Erstveröffentlichung: 8. Dezember 2022 Interpret(en): The Cratez & Souly |
| 2022 | Buzz down A, P –                                                      | DE19 (6 Wo.)DE | AT23 (5 Wo.)AT | CH32 (1 Wo.)CH | Erstveröffentlichung: 8. Dezember 2022 Interpret(en): Bonez MC |
| 2023 | Spät nach Haus A, P –                                                 | DE11 (8 Wo.)DE | AT21 (3 Wo.)AT | CH27 (3 Wo.)CH | Erstveröffentlichung: 6. Januar 2023 Interpret(en): The Cratez, Kontra K & Sido feat. Montez |
| 2023 | YumYum A, P High & hungrig 3                                          | DE5 (4 Wo.)DE | AT6 (4 Wo.)AT | CH15 (2 Wo.)CH | Erstveröffentlichung: 19. Januar 2023 Interpret(en): Bonez MC & Gzuz |
| 2023 | Brodies A, P Love My Life                                             | DE10 (4 Wo.)DE | AT10 (3 Wo.)AT | CH16 (2 Wo.)CH | Erstveröffentlichung: 20. Januar 2023 Interpret(en): Ufo361 feat. Gunna |
| 2023 | Ray Liotta A, P –                                                     | DE38 (2 Wo.)DE | AT57 (1 Wo.)AT | — | Erstveröffentlichung: 2. Februar 2023 Interpret(en): LX & Maxwell |
| 2023 | Sturkopf (mit ner Glock) A, P High & hungrig 3                        | DE4 (7 Wo.)DE | AT6 (5 Wo.)AT | CH21 (2 Wo.)CH | Erstveröffentlichung: 9. Februar 2023 Interpret(en): Bonez MC & Gzuz |
| 2023 | Nur sie darf A, P Love My Life                                        | DE13 (5 Wo.)DE | AT23 (4 Wo.)AT | CH47 (2 Wo.)CH | Erstveröffentlichung: 14. Februar 2023 Interpret(en): Ufo361 |
| 2023 | Cuban A, P –                                                          | — | — | — | Erstveröffentlichung: 24. Februar 2023 Interpret(en): Jalil, Moe Phoenix & DeeVoe |
| 2023 | Abziehen A, P High & hungrig 3                                        | DE9 (4 Wo.)DE | AT15 (2 Wo.)AT | CH34 (1 Wo.)CH | Erstveröffentlichung: 2. März 2023 Interpret(en): Bonez MC & Gzuz |
| 2023 | Nix zu tun A, P High & hungrig 3                                      | DE10 (5 Wo.)DE | AT14 (3 Wo.)AT | CH35 (1 Wo.)CH | Erstveröffentlichung: 16. März 2023 Interpret(en): Bonez MC & Gzuz feat. Olexesh |
| 2023 | Dieses eine Mal A, P Blackout                                         | DE11 (3 Wo.)DE | AT35 (1 Wo.)AT | CH40 (1 Wo.)CH | Erstveröffentlichung: 29. März 2023 Interpret(en): AK Ausserkontrolle feat. Kontra K & Sido |
| 2023 | All Night A, P XV                                                     | DE1 Gold · (26 Wo.)DE | AT1 (32 Wo.)AT | CH1 (15 Wo.)CH | Erstveröffentlichung: 31. März 2023 Verkäufe: + 200.000 Interpret(en): RAF Camora feat. Luciano |
| 2023 | Tanzen (mit Handschellen) A, P High & hungrig 3                       | DE12 (4 Wo.)DE | AT9 (3 Wo.)AT | CH39 (1 Wo.)CH | Erstveröffentlichung: 5. April 2023 Interpret(en): Bonez MC & Gzuz |
| 2023 | Cinnamon Roll A, P High & hungrig 3                                   | DE3 (9 Wo.)DE | AT1 (15 Wo.)AT | CH10 (4 Wo.)CH | Erstveröffentlichung: 20. April 2023 Interpret(en): Bonez MC & Gzuz |
| 2023 | Anna A, P XV                                                          | DE8 (5 Wo.)DE | AT1 (7 Wo.)AT | CH3 (4 Wo.)CH | Erstveröffentlichung: 5. Mai 2023 Interpret(en): RAF Camora |
| 2023 | Bei Nacht A, P XV                                                     | DE6 (6 Wo.)DE | AT1 (5 Wo.)AT | CH10 (3 Wo.)CH | Erstveröffentlichung: 19. Mai 2023 Interpret(en): RAF Camora feat. Cro |
| 2023 | Alles nur kein Star A, P –                                            | DE3 (7 Wo.)DE | AT2 (6 Wo.)AT | CH4 (3 Wo.)CH | Erstveröffentlichung: 1. Juni 2023 Interpret(en): Bonez MC |
| 2023 | Round One A, P –                                                      | DE32 (3 Wo.)DE | AT75 (1 Wo.)AT | — | Erstveröffentlichung: 8. Juni 2023 Interpret(en): The Cratez & HoodBlaq |
| 2023 | Strada A, P XV                                                        | DE3 (5 Wo.)DE | AT1 (11 Wo.)AT | CH7 (4 Wo.)CH | Erstveröffentlichung: 16. Juni 2023 Interpret(en): RAF Camora feat. Ahmad Amin |
| 2023 | Tropicana A, P XV RR Edition                                          | DE9 (4 Wo.)DE | AT1 (8 Wo.)AT | CH10 (2 Wo.)CH | Erstveröffentlichung: 14. Juli 2023 Interpret(en): RAF Camora feat. HoodBlaq |
| 2023 | Was macht Gzuz?! A, P –                                               | DE14 (2 Wo.)DE | AT33 (1 Wo.)AT | CH44 (1 Wo.)CH | Erstveröffentlichung: 21. Juli 2023 Interpret(en): The Cratez & Gzuz |
| 2023 | Caliente A, P –                                                       | DE55 (1 Wo.)DE | — | CH93 (1 Wo.)CH | Erstveröffentlichung: 24. August 2023 Interpret(en): Kurdo feat. Jamal |
| 2023 | Telefon ohne Kabel A, P Loveline EP                                   | DE18 (2 Wo.)DE | AT24 (2 Wo.)AT | CH29 (1 Wo.)CH | Erstveröffentlichung: 7. September 2023 Interpret(en): Bonez MC |
| 2023 | Vorbei P –                                                            | DE22 (4 Wo.)DE | AT13 (4 Wo.)AT | CH43 (1 Wo.)CH | Erstveröffentlichung: 22. September 2023 Interpret(en): Montez, RAF Camora & Robin Schulz feat. Dario Rodriguez |
| 2023 | Mein Bett A, P Loveline EP                                            | DE24 (2 Wo.)DE | AT28 (2 Wo.)AT | CH47 (1 Wo.)CH | Erstveröffentlichung: 5. Oktober 2023 Interpret(en): Bonez MC |
| 2023 | Das ist Bonez A, P Loveline EP                                        | DE18 (3 Wo.)DE | AT21 (1 Wo.)AT | CH35 (1 Wo.)CH | Erstveröffentlichung: 19. Oktober 2023 Interpret(en): Bonez MC |
| 2023 | Liebe Grüße A, P –                                                    | DE1 Gold · (23 Wo.)DE | AT1 Platin · (29 Wo.)AT | CH2 (12 Wo.)CH | Erstveröffentlichung: 27. Oktober 2023 Verkäufe: + 330.000 Interpret(en): RAF Camora feat. Ski Aggu |
| 2023 | Fußballer A, P –                                                      | DE6 (2 Wo.)DE | AT3 (4 Wo.)AT | CH21 (1 Wo.)CH | Erstveröffentlichung: 16. November 2023 Interpret(en): Bonez MC |
| 2023 | Money & Fame A, P –                                                   | DE30 (3 Wo.)DE | AT67 (1 Wo.)AT | CH38 (1 Wo.)CH | Erstveröffentlichung: 14. Dezember 2023 Interpret(en): Bonez MC feat. Ufo361 |
| 2024 | Noch ein Glas A, P Freitag der 13.                                    | DE46 (2 Wo.)DE | AT64 (1 Wo.)AT | CH80 (1 Wo.)CH | Erstveröffentlichung: 28. März 2024 Interpret(en): Gzuz |
| 2024 | G Wagon A, P Freitag der 13.                                          | DE30 (4 Wo.)DE | AT45 (1 Wo.)AT | CH66 (1 Wo.)CH | Erstveröffentlichung: 11. April 2024 Interpret(en): Gzuz |
| 2024 | Motorsport A, P Freitag der 13.                                       | DE59 (1 Wo.)DE | — | — | Erstveröffentlichung: 2. Mai 2024 Interpret(en): Gzuz feat. LX |
| 2024 | Riechst du das A, P Freitag der 13.                                   | DE14 (4 Wo.)DE | AT32 (3 Wo.)AT | CH49 (1 Wo.)CH | Erstveröffentlichung: 23. Mai 2024 Interpret(en): Gzuz feat. Bausa |
| 2024 | Unerlaubtes Fahren A, P Freitag der 13.                               | DE44 (2 Wo.)DE | AT59 (1 Wo.)AT | CH91 (1 Wo.)CH | Erstveröffentlichung: 6. Juni 2024 Interpret(en): Gzuz feat. Bonez MC |
| 2024 | Frisch aus der Trap A, P Freitag der 13.                              | DE47 (1 Wo.)DE | — | — | Erstveröffentlichung: 19. Juni 2024 Interpret(en): Gzuz feat. Bonez MC |
| 2024 | Bauch Beine Po A, P Schlau aber blond                                 | DE1 Gold · (… Wo.)DE | AT1 Platin · (… Wo.)AT | CH3 (17 Wo.)CH | Erstveröffentlichung: 25. Juli 2024 Verkäufe: + 330.000 Interpret(en): Shirin David |
| 2024 | Anthrazit Forever A, P –                                              | DE57 (… Wo.)DE | AT24 (… Wo.)AT | CH82 (… Wo.)CH | Erstveröffentlichung: 30. Juli 2024 Interpret(en): RAF Camora |
| 2024 | Out of the Dark A, P –                                                | DE2 (… Wo.)DE | AT1 (… Wo.)AT | CH11 (… Wo.)CH | Erstveröffentlichung: 9. August 2024 Interpret(en): RAF Camora; Original: Falco |
| 2024 | King of GerMMAny A, P –                                               | DE19 (… Wo.)DE | — | — | Erstveröffentlichung: 17. Oktober 2024 Interpret(en): Gzuz |
| 2024 | It Girl A, P Schlau aber blond                                        | DE2 (… Wo.)DE | AT2 (… Wo.)AT | CH16 (… Wo.)CH | Erstveröffentlichung: 24. Oktober 2024 Interpret(en): Shirin David feat. Sampagne |
| 2024 | 187 Allstars 2024 A, P Dopeboy Dreams                                 | DE87 (1 Wo.)DE | — | — | Erstveröffentlichung: 19. Dezember 2024 Interpret(en): LX feat. AchtVier, Bonez MC, Gzuz, Maxwell & Sa4 |
| 2024 | Küss mich doch P Schlau aber blond                                    | DE37 (… Wo.)DE | — | — | Erstveröffentlichung: 26. Dezember 2024 Interpret(en): Shirin David |
| 2025 | Atzen & Barbies A, P Schlau aber blond                                | DE3 (… Wo.)DE | AT6 (… Wo.)AT | CH20 (… Wo.)CH | Erstveröffentlichung: 9. Januar 2025 Interpret(en): Shirin David feat. Ski Aggu |
| Folgende Lieder erschienen nicht als Single, wurden aber durch das Album zum Download und Streaming bereitgestellt und konnten somit eine Platzierung erlangen: |                                                                       | | | | |
| |                                                                       | | | | |
| 2017 | Lächeln A,P Sampler 4                                                 | DE53 Gold · (3 Wo.)DE | — | — | Erstveröffentlichung: 21. Juli 2017 Verkäufe: + 200.000 Interpret(en): Bonez MC |
| 2017 | Roots A, P Anthrazit                                                  | DE42 (3 Wo.)DE | AT36 (3 Wo.)AT | CH52 (2 Wo.)CH | Charteinstieg: 1. September 2017 Interpret(en): RAF Camora feat. Gentleman |
| 2017 | Entertainment A, P Anthrazit                                          | DE63 (1 Wo.)DE | AT65 (1 Wo.)AT | — | Charteinstieg: 1. September 2017 Interpret(en): RAF Camora feat. KC Rebell |
| 2017 | Augenblick A, P Anthrazit                                             | DE65 (1 Wo.)DE | AT62 (1 Wo.)AT | — | Charteinstieg: 1. September 2017 Interpret(en): RAF Camora feat. Bonez MC |
| 2017 | Vienna A, P Anthrazit                                                 | DE76 (1 Wo.)DE | AT23 (3 Wo.)AT | — | Charteinstieg: 1. September 2017 Interpret(en): RAF Camora |
| 2017 | Niemals A, P Anthrazit                                                | DE90 (1 Wo.)DE | — | — | Charteinstieg: 1. September 2017 Interpret(en): RAF Camora feat. Kontra K |
| 2017 | Teflon A, P Anthrazit                                                 | DE95 (1 Wo.)DE | — | — | Charteinstieg: 1. September 2017 Interpret(en): RAF Camora feat. Bonez MC |
| 2017 | Na Na Na A, P Blyat                                                   | DE33 Gold · (9 Wo.)DE | AT49 (1 Wo.)AT | CH54 (2 Wo.)CH | Charteinstieg: 6. Oktober 2017 Verkäufe: + 200.000 Interpret(en): Capital Bra feat. Ufo361 |
| 2017 | Paff paff weiter 2 A, P Blyat                                         | DE59 (1 Wo.)DE | AT77 (1 Wo.)AT | — | Charteinstieg: 6. Oktober 2017 Interpret(en): Capital Bra feat. Gzuz |
| 2017 | Das Leben ist so A, P Blyat                                           | DE64 (1 Wo.)DE | — | — | Charteinstieg: 6. Oktober 2017 Interpret(en): Capital Bra feat. Olexesh |
| 2017 | Mademoiselle A, P Blyat                                               | DE84 (1 Wo.)DE | — | — | Charteinstieg: 6. Oktober 2017 Interpret(en): Capital Bra |
| 2017 | Bra macht die AK A, P Blyat                                           | DE99 (1 Wo.)DE | — | — | Charteinstieg: 6. Oktober 2017 Interpret(en): Capital Bra feat. AK Ausserkontrolle |
| 2017 | Waffen A, P Anthrazit RR                                              | DE21 Gold · (11 Wo.)DE | AT45 (1 Wo.)AT | CH47 (1 Wo.)CH | Charteinstieg: 22. Dezember 2017 Verkäufe: + 200.000 Interpret(en): RAF Camora feat. Ufo361, Gzuz & Bonez MC |
| 2018 | Geld spielt keine Rolex A, P Rolexesh                                 | DE53 (1 Wo.)DE | — | — | Charteinstieg: 9. März 2018 Interpret(en): Olexesh feat. Nimo |
| 2018 | Motten A, P Erde & Knochen                                            | DE87 (1 Wo.)DE | — | — | Charteinstieg: 18. Mai 2018 Interpret(en): Kontra K |
| 2018 | Wolke 7 A, P Wolke 7                                                  | DE9 (4 Wo.)DE | AT10 (3 Wo.)AT | CH21 (2 Wo.)CH | Charteinstieg: 1. Juni 2018 Interpret(en): Gzuz |
| 2018 | Halftime A, P Wolke 7                                                 | DE36 (2 Wo.)DE | AT47 (1 Wo.)AT | — | Charteinstieg: 1. Juni 2018 Interpret(en): Gzuz |
| 2018 | Niemals satt A, P Wolke 7                                             | DE38 (2 Wo.)DE | AT48 (1 Wo.)AT | — | Charteinstieg: 1. Juni 2018 Interpret(en): Gzuz |
| 2018 | Träume A, P Wolke 7                                                   | DE46 (1 Wo.)DE | AT58 (1 Wo.)AT | — | Charteinstieg: 1. Juni 2018 Interpret(en): Gzuz |
| 2018 | Bis dass der Tod uns scheidet A, P Wolke 7                            | DE55 (1 Wo.)DE | AT66 (1 Wo.)AT | — | Charteinstieg: 1. Juni 2018 Interpret(en): Gzuz |
| 2018 | Neuer Tag neues Drama A, P Wolke 7                                    | DE57 (1 Wo.)DE | AT65 (1 Wo.)AT | — | Charteinstieg: 1. Juni 2018 Interpret(en): Gzuz |
| 2018 | Diskutieren?! A, P Wolke 7                                            | DE61 (1 Wo.)DE | — | — | Charteinstieg: 1. Juni 2018 Interpret(en): Gzuz |
| 2018 | Kennzeichen B-TK A, P Berlin lebt                                     | DE4 Gold · (14 Wo.)DE | AT2 (6 Wo.)AT | CH10 (1 Wo.)CH | Charteinstieg: 29. Juni 2018 Verkäufe: + 200.000 Interpret(en): Capital Bra feat. King Khalil |
| 2018 | Wann dann A, P Berlin lebt                                            | DE18 (12 Wo.)DE | AT14 (6 Wo.)AT | CH15 (1 Wo.)CH | Charteinstieg: 29. Juni 2018 Interpret(en): Capital Bra feat. Capital T |
| 2018 | Giselle Bündchen A, P Berlin lebt                                     | DE20 (2 Wo.)DE | AT21 (1 Wo.)AT | — | Charteinstieg: 29. Juni 2018 Interpret(en): Capital Bra |
| 2018 | Darby A, P Berlin lebt                                                | DE23 (2 Wo.)DE | AT37 (1 Wo.)AT | — | Charteinstieg: 29. Juni 2018 Interpret(en): Capital Bra feat. AK Ausserkontrolle |
| 2018 | Gutes Herz A, P Berlin lebt                                           | DE24 (1 Wo.)DE | AT37 (1 Wo.)AT | — | Charteinstieg: 29. Juni 2018 Interpret(en): Capital Bra |
| 2018 | Panzer, Tiger A, P Berlin lebt                                        | DE31 (1 Wo.)DE | AT36 (1 Wo.)AT | — | Charteinstieg: 29. Juni 2018 Interpret(en): Capital Bra feat. Farid Bang |
| 2018 | Ballert A, P Berlin lebt                                              | DE48 (1 Wo.)DE | AT56 (1 Wo.)AT | — | Charteinstieg: 29. Juni 2018 Interpret(en): Capital Bra |
| 2018 | Baba Flow A, P Berlin lebt                                            | DE60 (1 Wo.)DE | AT67 (1 Wo.)AT | — | Charteinstieg: 29. Juni 2018 Interpret(en): Capital Bra |
| 2018 | Glaub mir A, P Berlin lebt                                            | DE70 (1 Wo.)DE | AT66 (1 Wo.)AT | — | Charteinstieg: 29. Juni 2018 Interpret(en): Capital Bra |
| 2018 | Meine Welt A, P Berlin lebt                                           | DE71 (1 Wo.)DE | AT73 (1 Wo.)AT | — | Charteinstieg: 29. Juni 2018 Interpret(en): Capital Bra feat. King Khalil |
| 2018 | Packen A, P Berlin lebt                                               | DE75 (1 Wo.)DE | — | — | Charteinstieg: 29. Juni 2018 Interpret(en): Capital Bra |
| 2018 | Nummer unterdrückt A, P Palmen aus Plastik 2                          | DE3 Gold · (13 Wo.)DE | AT1 (19 Wo.)AT | CH7 (6 Wo.)CH | Charteinstieg: 12. Oktober 2018 Verkäufe: + 200.000 Interpret(en): Bonez MC & RAF Camora |
| 2018 | Ja Mann! A, P Palmen aus Plastik 2                                    | DE5 (5 Wo.)DE | AT4 (1 Wo.)AT | — | Charteinstieg: 12. Oktober 2018 Interpret(en): Bonez MC & RAF Camora |
| 2018 | Kompanie A, P Palmen aus Plastik 2                                    | DE7 (5 Wo.)DE | AT5 (1 Wo.)AT | — | Charteinstieg: 12. Oktober 2018 Interpret(en): Bonez MC & RAF Camora feat. Hanybal |
| 2018 | Prominent A, P Palmen aus Plastik 2                                   | DE8 (5 Wo.)DE | AT6 (1 Wo.)AT | CH9 (1 Wo.)CH | Charteinstieg: 12. Oktober 2018 Interpret(en): Bonez MC & RAF Camora |
| 2018 | Von ihnen gelernt A, P Palmen aus Plastik 2                           | DE10 (3 Wo.)DE | AT8 (1 Wo.)AT | — | Charteinstieg: 12. Oktober 2018 Interpret(en): Bonez MC & RAF Camora |
| 2018 | Alien A, P Palmen aus Plastik 2                                       | DE11 (4 Wo.)DE | AT9 (1 Wo.)AT | — | Charteinstieg: 12. Oktober 2018 Interpret(en): Bonez MC & RAF Camora |
| 2018 | MDMA A, P Palmen aus Plastik 2                                        | DE14 (3 Wo.)DE | AT12 (1 Wo.)AT | — | Charteinstieg: 12. Oktober 2018 Interpret(en): Bonez MC & RAF Camora |
| 2018 | Krimineller A, P Palmen aus Plastik 2                                 | DE17 (3 Wo.)DE | AT13 (1 Wo.)AT | — | Charteinstieg: 12. Oktober 2018 Interpret(en): Bonez MC & RAF Camora feat. Kontra K |
| 2018 | Prophezeit A, P Palmen aus Plastik 2                                  | DE21 (3 Wo.)DE | AT18 (1 Wo.)AT | — | Charteinstieg: 12. Oktober 2018 Interpret(en): Bonez MC & RAF Camora |
| 2018 | Letzte Nacht A, P Vulcano EP                                          | DE82 (1 Wo.)DE | AT71 (1 Wo.)AT | — | Charteinstieg: 12. Oktober 2018 Interpret(en): Bonez MC feat. LX, Sa4 & Maxwell |
| 2019 | Cabriolet A, P CB6                                                    | DE20 (2 Wo.)DE | — | — | Charteinstieg: 19. April 2019 Interpret(en): Capital Bra |
| 2019 | Alles was sie will A, P Sie wollen Wasser doch kriegen Benzin         | DE25 (5 Wo.)DE | AT47 (1 Wo.)AT | — | Charteinstieg: 31. Mai 2019 Interpret(en): Kontra K |
| 2019 | Weine nicht A, P Sie wollen Wasser doch kriegen Benzin                | DE64 (1 Wo.)DE | — | — | Charteinstieg: 31. Mai 2019 Interpret(en): Kontra K |
| 2019 | Benzin A, P Sie wollen Wasser doch kriegen Benzin                     | DE87 (1 Wo.)DE | — | — | Charteinstieg: 31. Mai 2019 Interpret(en): Kontra K |
| 2019 | Nacht A, P Fieber                                                     | DE52 (1 Wo.)DE | — | — | Charteinstieg: 28. Juni 2019 Interpret(en): Bausa |
| 2019 | Schicker Schlitten A, P Obststand 2                                   | DE94 (1 Wo.)DE | — | — | Charteinstieg: 5. Juli 2019 Interpret(en): LX & Maxwell feat. Gzuz |
| 2019 | Lost A, P Wave                                                        | DE18 (2 Wo.)DE | AT15 (2 Wo.)AT | — | Charteinstieg: 16. August 2019 Interpret(en): Ufo361 feat. Yung Hurn |
| 2019 | Richard Millie A, P Wave                                              | — | — | CH38 (1 Wo.)CH | Charteinstieg: 18. August 2019 Interpret(en): Ufo361 |
| 2019 | 04:30 A, P Wave                                                       | DE49 Gold · (5 Wo.)DE | AT17 (3 Wo.)AT | CH39 (2 Wo.)CH | Charteinstieg: 18. August 2019 Verkäufe: + 200.000 Interpret(en): Ufo361 |
| 2019 | Unnormal A, P Zenit                                                   | DE13 (11 Wo.)DE | AT5 (6 Wo.)AT | CH13 (5 Wo.)CH | Charteinstieg: 8. November 2019 Interpret(en): RAF Camora feat. Bonez MC |
| 2019 | Schwarz & weiß A, P Lights Out                                        | — | AT49 (1 Wo.)AT | — | Charteinstieg: 29. November 2019 Interpret(en): Ufo361 & Ezhel |
| 2020 | OK, OK A, P Zenit RR                                                  | — | AT2 (7 Wo.)AT | CH32 (2 Wo.)CH | Charteinstieg: 19. Januar 2020 Interpret(en): RAF Camora feat. KC Rebell |
| 2020 | Fefe 488 A, P Zenit RR                                                | — | AT4 (2 Wo.)AT | CH36 (1 Wo.)CH | Charteinstieg: 19. Januar 2020 Interpret(en): RAF Camora feat. Lent |
| 2020 | Verkackt A, P Gzuz                                                    | DE7 (4 Wo.)DE | AT7 (4 Wo.)AT | CH22 (3 Wo.)CH | Charteinstieg: 21. Februar 2020 Interpret(en): Gzuz feat. Bonez MC |
| 2020 | Kriminell A, P Gzuz                                                   | — | — | CH58 (1 Wo.)CH | Charteinstieg: 23. Februar 2020 Interpret(en): Gzuz feat. Bonez MC & Gallo Nero |
| 2020 | Ausgezahlt A, P Gzuz                                                  | — | AT34 (1 Wo.)AT | — | Charteinstieg: 28. Februar 2020 Interpret(en): Gzuz feat. RAF Camora |
| 2020 | Ihr Hobby A, P Hollywood                                              | DE3 (7 Wo.)DE | AT3 (5 Wo.)AT | CH8 (2 Wo.)CH | Charteinstieg: 18. September 2020 Interpret(en): Bonez MC feat. Maxwell |
| 2020 | Papa ist in Hollywood A, P Hollywood                                  | DE42 (6 Wo.)DE | AT6 (2 Wo.)AT | CH11 (3 Wo.)CH | Charteinstieg: 20. September 2020 Interpret(en): Bonez MC |
| 2020 | Alles dreht sich A, P Vollmond                                        | DE9 (2 Wo.)DE | AT27 (1 Wo.)AT | CH51 (1 Wo.)CH | Charteinstieg: 2. Oktober 2020 Interpret(en): Kontra K feat. Capital Bra |
| 2020 | 187 Gang A, P Hollywood                                               | DE52 (3 Wo.)DE | AT38 (4 Wo.)AT | — | Charteinstieg: 2. Oktober 2020 Interpret(en): Bonez MC feat. Gzuz, Maxwell, LX & Sa4 |
| 2020 | Zweifel A, P Nur für Dich                                             | DE12 (3 Wo.)DE | AT19 (2 Wo.)AT | CH45 (1 Wo.)CH | Charteinstieg: 9. Oktober 2020 Interpret(en): Ufo361 & Sonus030 |
| 2020 | Jetski A, P Hollywood Uncut                                           | DE15 (3 Wo.)DE | AT9 (3 Wo.)AT | CH16 (3 Wo.)CH | Charteinstieg: 8. November 2020 Interpret(en): Bonez MC |
| 2020 | Raubüberfall A, P Hollywood Uncut                                     | — | AT21 (1 Wo.)AT | CH47 (1 Wo.)CH | Charteinstieg: 8. November 2020 Interpret(en): Bonez MC |
| 2021 | Pinky Ring A, P Stay High                                             | DE14 (2 Wo.)DE | AT16 (1 Wo.)AT | CH31 (1 Wo.)CH | Charteinstieg: 7. Mai 2021 Interpret(en): Ufo361 |
| 2021 | Ready A, P Stay High                                                  | — | AT47 (1 Wo.)AT | CH70 (1 Wo.)CH | Charteinstieg: 9. Mai 2021 Interpret(en): Ufo361 feat. Gzuz |
| 2021 | Angeldust A, P Stay High                                              | — | AT60 (1 Wo.)AT | CH84 (1 Wo.)CH | Charteinstieg: 9. Mai 2021 Interpret(en): Ufo361 |
| 2021 | Alles nach Plan A, P Sampler 5                                        | DE5 (7 Wo.)DE | AT4 (6 Wo.)AT | CH14 (5 Wo.)CH | Charteinstieg: 21. Mai 2021 Interpret(en): Bonez MC, Maxwell & Gzuz |
| 2021 | Täter intensiv A, P Sampler 5                                         | — | AT26 (1 Wo.)AT | CH55 (1 Wo.)CH | Charteinstieg: 23. Mai 2021 Interpret(en): Bonez MC & Gzuz feat. Temsa7 |
| 2021 | An meinem schlechtesten Tag A, P Aus dem Licht in den Schatten zurück | DE20 (2 Wo.)DE | AT47 (1 Wo.)AT | CH73 (1 Wo.)CH | Charteinstieg: 28. Mai 2021 Interpret(en): Kontra K feat. Samra |
| 2021 | Zukunft A, P Zukunft                                                  | DE4 Gold · (9 Wo.)DE | AT1 Platin · (8 Wo.)AT | CH5 (5 Wo.)CH | Charteinstieg: 23. Juli 2021 Verkäufe: + 230.000 Interpret(en): RAF Camora |
| 2021 | Realität A, P Zukunft                                                 | — | AT8 (1 Wo.)AT | CH26 (1 Wo.)CH | Charteinstieg: 25. Juli 2021 Interpret(en): RAF Comora |
| 2021 | Vergesse nie die Street A, P Zukunft                                  | DE78 Gold · (4 Wo.)DE | AT17 Gold · (17 Wo.)AT | CH97 (1 Wo.)CH | Charteinstieg: 1. August 2021 Verkäufe: + 215.000 Interpret(en): RAF Camora feat. Ahmad Amin |
| 2021 | Engel A, P Destroy All Copies                                         | DE36 (1 Wo.)DE | AT59 (1 Wo.)AT | CH64 (1 Wo.)CH | Charteinstieg: 10. September 2021 Interpret(en): RAF Camora |
| 2021 | DNA A, P Zukunft II                                                   | DE34 (1 Wo.)DE | AT16 (1 Wo.)AT | CH53 (1 Wo.)CH | Charteinstieg: 8. Oktober 2021 Interpret(en): RAF Camora |
| 2021 | Go A, P Hitman 2                                                      | DE62 (1 Wo.)DE | — | — | Charteinstieg: 19. November 2021 Interpret(en): Veysel feat. Ufo361 |
| 2022 | Alles black A, P Große Freiheit                                       | DE8 (4 Wo.)DE | AT6 (4 Wo.)AT | CH16 (3 Wo.)CH | Charteinstieg: 21. Januar 2022 Interpret(en): Gzuz feat. RAF Camora & Luciano |
| 2022 | Becher voller Schnapz A, P Kein Plan                                  | DE56 (1 Wo.)DE | — | — | Charteinstieg: 3. Juni 2022 Interpret(en): Maxwell feat. Bonez MC |
| 2022 | Eine Idee A, P Palmen aus Plastik 3                                   | DE5 (6 Wo.)DE | AT5 (7 Wo.)AT | CH15 (1 Wo.)CH | Charteinstieg: 16. September 2022 Interpret(en): Bonez MC & RAF Camora |
| 2022 | Diamant A, P Palmen aus Plastik 3                                     | DE53 (2 Wo.)DE | AT6 (2 Wo.)AT | CH11 (3 Wo.)CH | Charteinstieg: 18. September 2022 Interpret(en): Bonez MC & RAF Camora |
| 2023 | Momma A, P Love My Life                                               | — | AT58 (1 Wo.)AT | CH83 (1 Wo.)CH | Charteinstieg: 12. März 2023 Interpret(en): Ufo361 feat. Offset |
| 2023 | Babylon A, P High & hungrig 3                                         | DE9 (4 Wo.)DE | AT6 (4 Wo.)AT | CH12 (3 Wo.)CH | Charteinstieg: 5. Mai 2023 Interpret(en): Bonez MC & Gzuz |
| 2023 | 40 Jahre A, P High & hungrig 3                                        | — | AT23 (2 Wo.)AT | CH52 (1 Wo.)CH | Charteinstieg: 7. Mai 2023 Interpret(en): Bonez MC & Gzuz |
| 2023 | Wien A, P XV                                                          | — | AT1 (14 Wo.)AT | — | Charteinstieg: 4. Juli 2023 Interpret(en): RAF Camora feat. Yung Hurn |
| 2023 | Model A, P XV RR Edition                                              | DE27 (2 Wo.)DE | AT11 (3 Wo.)AT | CH36 (1 Wo.)CH | Charteinstieg: 15. September 2023 Interpret(en): RAF Camora feat. Dardan & Jamule |
| 2023 | On Fire A, P Loveline EP                                              | DE36 (1 Wo.)DE | AT45 (… Wo.)AT | CH86 (1 Wo.)CH | Charteinstieg: 10. November 2023 Interpret(en): Bonez MC |
| 2024 | Montenegro A, P Akela                                                 | — | AT14 (2 Wo.)AT | CH41 (1 Wo.)CH | Charteinstieg: 11. Februar 2024 Interpret(en): Safraoui feat. RAF Camora |
| 2024 | Alors A, P Kristall                                                   | DE59 (… Wo.)DE | — | — | Charteinstieg: 21. Juni 2024 Interpret(en): Kurdo feat. Capo |
| 2025 | Iconic A, P Schlau aber blond                                         | — | AT43 (… Wo.)AT | — | Charteinstieg: 25. Februar 2025 Interpret(en): Shirin David |

## Statistik

### Chartauswertung
|                     | DE    | AT    | CH    |
| ------------------- | ----- | ----- | ----- |
| Nummer-eins-Alben   | DE—DE | AT—AT | CH—CH |
| Top-10-Alben        | DE—DE | AT—AT | CH—CH |
| Alben in den Charts | DE1DE | AT1AT | CH—CH |

|                       | DE     | AT     | CH     |
| --------------------- | ------ | ------ | ------ |
| Nummer-eins-Singles   | DE—DE  | AT1AT  | CH—CH  |
| Top-10-Singles        | DE4DE  | AT4AT  | CH1CH  |
| Singles in den Charts | DE15DE | AT12AT | CH11CH |

|                       | DE      | AT      | CH      |
| --------------------- | ------- | ------- | ------- |
| Nummer-eins-Singles   | DE20DE  | AT32AT  | CH2CH   |
| Top-10-Singles        | DE118DE | AT114AT | CH52CH  |
| Singles in den Charts | DE272DE | AT240AT | CH197CH |

|                       | DE      | AT      | CH      |
| --------------------- | ------- | ------- | ------- |
| Nummer-eins-Singles   | DE20DE  | AT32AT  | CH2CH   |
| Top-10-Singles        | DE118DE | AT114AT | CH52CH  |
| Singles in den Charts | DE274DE | AT241AT | CH198CH |

### Auszeichnungen für Musikverkäufe
| Goldene Schallplatte - Vereinigte Staaten - 2018: für die Produktion I’m Not Racist von Joyner Lucas Platin-Schallplatte - Schweden - 2020: für die Autorenbeteiligung/Produktion Över dig von Newkid |

Anmerkung: Auszeichnungen in Ländern aus den Charttabellen bzw. Chartboxen sind in ebendiesen zu finden.
| Land/RegionAuszeichnungen für Musikverkäufe (Land/Region, Auszeichnungen, Verkäufe, Quellen) | Gold       | Platin       | Diamant  | Verkäufe   | Quellen                      |
| -------------------------------------------------------------------------------------------- | ---------- | ------------ | -------- | ---------- | ---------------------------- |
| Deutschland (BVMI)                                                                           | 49× Gold49 | 17× Platin17 | Diamant1 | 18.100.000 | musikindustrie.de            |
| Österreich (IFPI)                                                                            | 20× Gold20 | 14× Platin14 | —        | 720.000    | ifpi.at Einzelnachweise      |
| Schweden (IFPI)                                                                              | —          | Platin1      | —        | 80.000     | sverigetopplistan.se         |
| Schweiz (IFPI)                                                                               | —          | 4× Platin4   | —        | 80.000     | hitparade.ch Einzelnachweise |
| Vereinigte Staaten (RIAA)                                                                    | Gold1      | —            | —        | 500.000    | riaa.com                     |
| Insgesamt                                                                                    | 70× Gold70 | 36× Platin36 | Diamant1 |            |                              |